# 19. November
Der 19. November ist der 323. Tag des gregorianischen Kalenders (der 324. in Schaltjahren), somit bleiben 42 Tage bis zum Jahresende.

## Ereignisse

### Politik und Weltgeschehen
- 1367: Bei einer Tagung im Langen Saal (heute Hansasaal) im Kölner Rathaus beschließt die Hanse die Bildung einer Konföderation gegen den dänischen König Waldemar IV., die schließlich in einen Krieg gegen Dänemark mündet.
- 1493: Der Seefahrer Christoph Kolumbus landet auf San Juan Bautista, dem späteren Puerto Rico.
- 1794: Großbritannien und die USA schließen den Jay-Vertrag ab und verhindern damit einen drohenden Krieg.

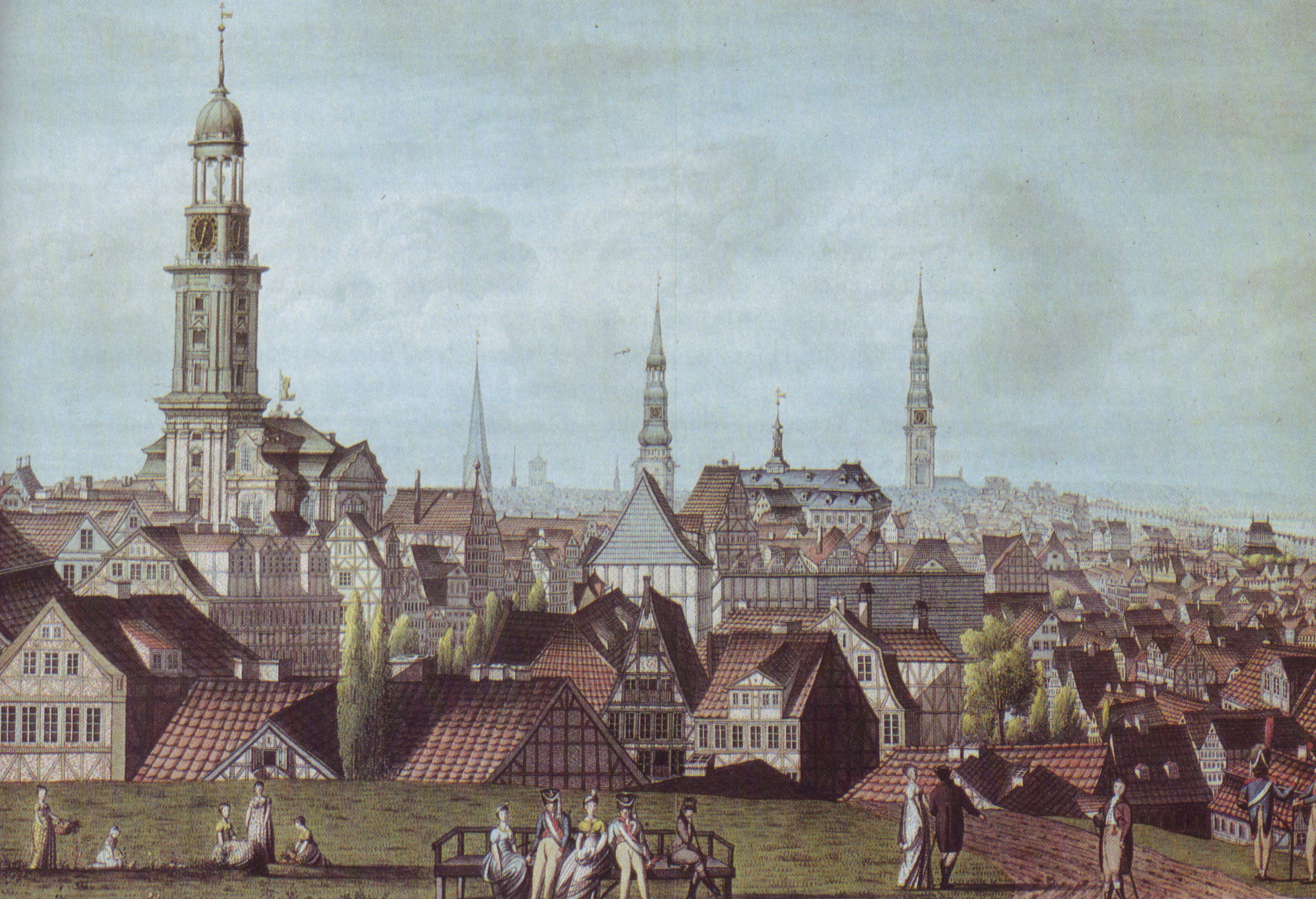
1806: Hamburg zur Zeit der französischen Besetzung

- 1806: Hamburg wird zur Vorbereitung der Kontinentalsperre von napoleonischen Truppen besetzt. Es beginnt die Hamburger Franzosenzeit.
- 1808: Preußen ermöglicht seinen Städten und Gemeinden durch eine neue Städteordnung mehr Selbstverwaltung. Sie ist Ausfluss der Reformen des Freiherrn Heinrich Friedrich Karl vom Stein.
- 1809: In der Schlacht bei Ocaña kommt es während der Napoleonischen Kriege zu einem Sieg des französischen Heeres unter Marschall Nicolas Jean-de-Dieu Soult über die spanische Armee.
- 1820: Beim Troppauer Fürstenkongress einigen sich die Großmächte Österreich, Russland und Preußen gegen den Widerstand Großbritanniens darauf, durch Interventionen von außen republikanische Revolutionen in anderen Staaten zu unterdrücken.
- 1825: Mit der Kapitulation der Besatzung im lange belagerten Fort San Juan de Ulúa bei Veracruz verliert Spanien seinen letzten Stützpunkt auf mexikanischem Gebiet.

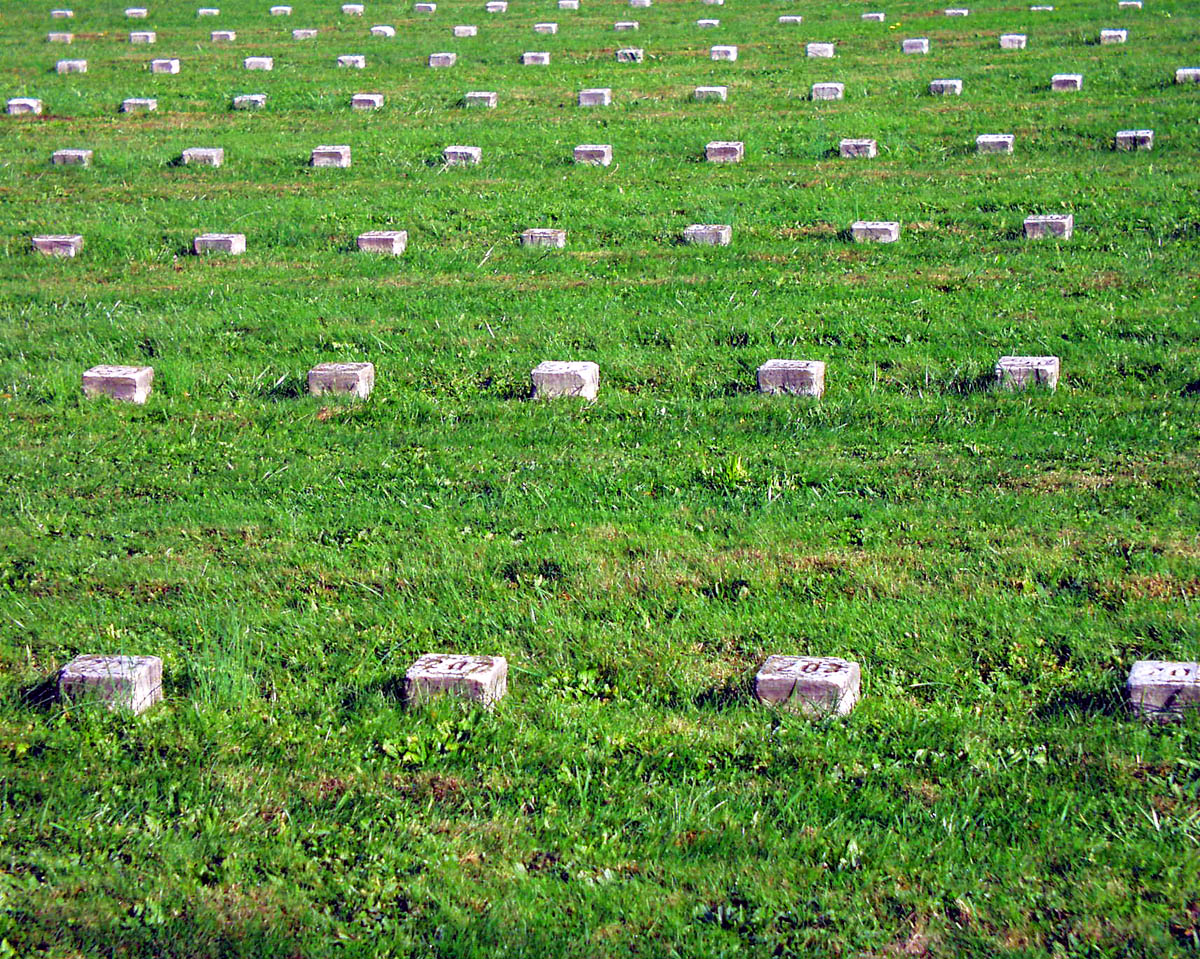
1863: Soldatengräber in Gettysburg

- 1863: Auf dem Schlachtfeld von Gettysburg wird mitten im noch andauernden Sezessionskrieg ein Soldatenfriedhof eingeweiht. Die dabei von US-Präsident Abraham Lincoln gehaltene Rede, die Gettysburg Address, wird später in die Südwand des Lincoln Memorials in Washington D.C. eingraviert.

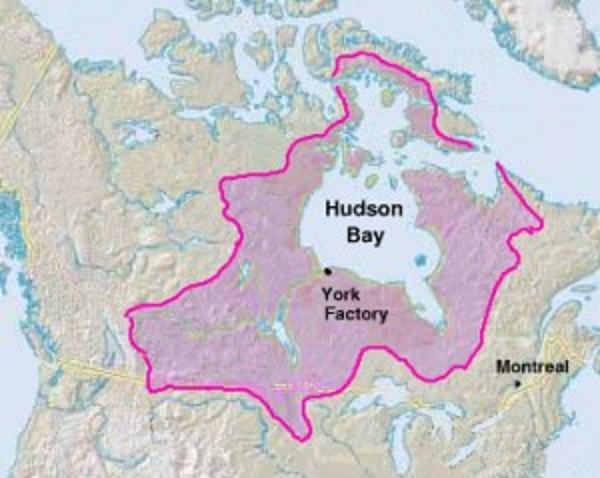
1869: Ruperts Land

- 1869: Basierend auf dem Rupert’s Land Act of 1868 verkauft die Hudson’s Bay Company das ihr gehörende nordamerikanische Gebiet Ruperts Land an Kanada.
- 1879: Chiles Truppen besiegen im Salpeterkrieg in der Schlacht von San Francisco die vereinte peruanisch-bolivianische Armee.
- 1885: Die Schlacht bei Sliwniza im Serbisch-Bulgarischen Krieg endet mit einem Sieg der Bulgaren.
- 1922: Die Freikorpsoffiziere Gerhard Roßbach, Heinz Hauenstein und Albert Leo Schlageter halten im Berlin-Kreuzberger Restaurant „Zum Reichskanzler“ die Gründungsversammlung der Großdeutschen Arbeiterpartei ab, einer Tarnorganisation der gerade verbotenen NSDAP.
- 1937: Konrad Henlein, der Führer der Sudetendeutschen Partei in der Tschechoslowakei, bittet Adolf Hitler um Unterstützung bei der Verstärkung des Minderheitenschutzes der Deutschen, nachdem mehrere Gesetzesanträge in Prag gescheitert sind. Die Sudetenkrise dämmert herauf.
- 1941: Bei einem Seegefecht zwischen dem zum Hilfskreuzer umgerüsteten deutschen Handelsschiff Kormoran und dem australischen leichten Kreuzer HMAS Sydney vor der Westküste Australiens werden beide Schiffe so stark beschädigt, dass sie kurze Zeit später sinken, bzw. aufgegeben werden müssen. Es handelt sich um den bis heute größten Verlust der australischen Marine an einem einzigen Tag.
- 1942: In der Schlacht von Stalingrad während des Zweiten Weltkrieges beginnt die Rote Armee die Operation Uranus, die zur Einkesselung und in weiterer Folge zur Niederlage der deutschen 6. Armee führt.
- 1962: Im Verlauf der Spiegel-Affäre treten die fünf Bundesminister der FDP aus Protest gegen den Verteidigungsminister Franz Josef Strauß zurück.
- 1968: Bei einem Putsch in Mali stürzt Moussa Traoré den Präsidenten Modibo Keïta und wird dessen Nachfolger.
- 1969: Die UNO akzeptiert den Act of Free Choice genannten Wahlbetrug, mit dem Indonesien die Übernahme West Papuas legitimiert.
- 1972: Bei vorgezogenen Parlamentswahlen in der Bundesrepublik Deutschland wird die SPD unter Willy Brandt erstmals zur stärksten Bundestagsfraktion.
- 1976: In Wildbad Kreuth fassen die CSU-Abgeordneten für die kommende Legislaturperiode den Kreuther Trennungsbeschluss zur Auflösung der Fraktionsgemeinschaft mit der CDU.

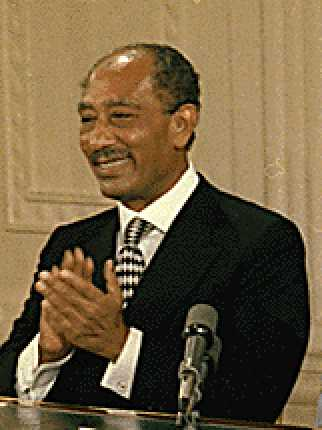
1977: Anwar as-Sadat

- 1977: Der ägyptische Staatspräsident Anwar as-Sadat trifft zu seinem Staatsbesuch in Tel Aviv ein, wo er vom gesamten Kabinett unter Menachem Begin feierlich empfangen wird. Es ist der erste Staatsbesuch eines arabischen Staatsoberhaupts in Israel.
- 1985: Zum ersten Mal nach sechs Jahren treffen mit Ronald Reagan und Michail Gorbatschow Vertreter der beiden Supermächte im Kalten Krieg zu einem Gipfeltreffen zusammen.
- 1989: Während der Samtenen Revolution wird in der Tschechoslowakei das Bürgerforum gegründet.
- 1995: Bei der polnischen Präsidentschaftswahl gewinnt Aleksander Kwaśniewski die nötige Stichwahl gegen Amtsinhaber Lech Wałęsa.
- 1999: Russland zieht sein Militär aus Georgien ab.
- 2005: Soldaten des United States Marine Corps verüben als Vergeltung für den Tod eines Kameraden ein Massaker in der irakischen Stadt Haditha, bei dem 24 Zivilisten getötet werden.

### Wirtschaft
- 1837: Der Schienenverkehr hält auf Kuba Einzug. Die zwischen Havanna und Bejucal eingerichtete Eisenbahnlinie geht als erste in Lateinamerika in Betrieb.
- 1905: Die Allgemeine Berliner Omnibus AG (ABOAG) lässt die beiden ersten motorisierten Omnibusse (Kraftomnibusse) in Berlin verkehren.
- 1916: Das Filmunternehmen Goldwyn Picture Corporation wird von Samuel Goldfish und seinen beiden Partnern Edgar und Archibald Selwyn in Hollywood gegründet.
- 1923: Hyperinflation in Deutschland: Der Preis für ein Kilogramm Brot beläuft sich auf rund 233 Milliarden Mark
- 1931: Earle Haas beantragt für den von ihm entwickelten Tampon mit Einführhilfe Patentschutz.
- 1953: In Frankfurt am Main wird der Bundesrechnungshof eingeweiht.
- 1973: Anlässlich der bestehenden Ölkrise ordnet der Deutsche Bundestag das erste Sonntagsfahrverbot für den 25. November an.
- 1984: Der Hamburger Chaos Computer Club wird in der Öffentlichkeit bekannt. Es gelingt seinen Hackern, rund 135.000 DM zu Lasten der Hamburger Sparkasse auf sein Konto zu leiten, weil das Bildschirmtext-System gegenüber Manipulationen Schwächen aufweist.
- 2020: Die Spielkonsole PlayStation 5 erscheint auf dem europäischen Markt.

### Wissenschaft und Technik
- 1807: Humphry Davy berichtet vor der Royal Society über die ihm gelungene Gewinnung von Kalium und Natrium mittels Elektrolyse.
- 1816: Die Universität Warschau wird gegründet.

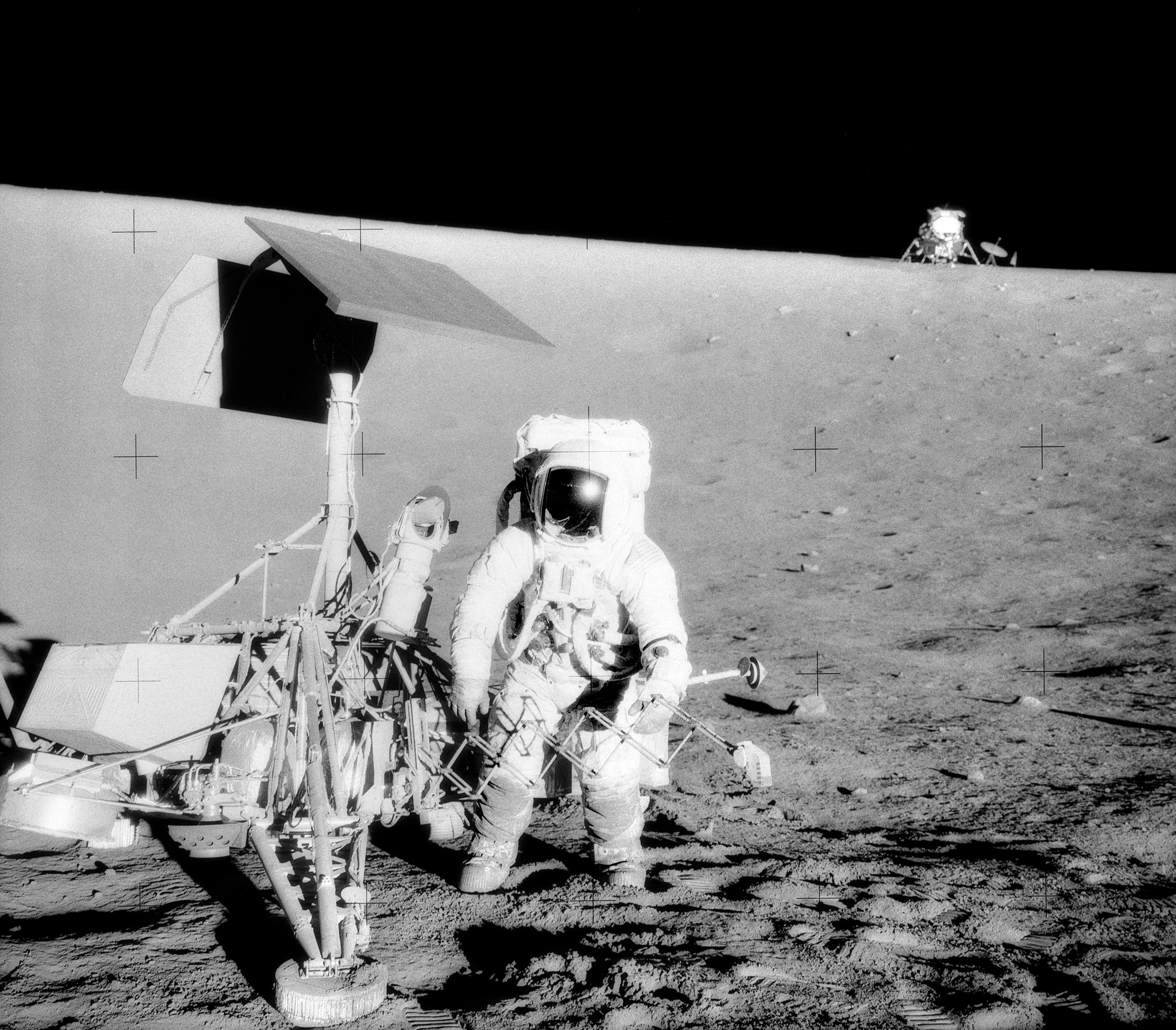
1969: Pete Conrad auf dem Mond

- 1969: Pete Conrad, Kommandant von Apollo 12, betritt als dritter Mensch den Mond, kurz darauf gefolgt von Alan LaVern Bean.
- 1996: Das Space Shuttle Columbia startet zur Mission STS-80, bei der zwei Satelliten ausgesetzt und später wieder eingefangen werden sollen. Wegen schlechter Wetterbedingungen gegen Ende der Mission entsteht der bislang längste Flug in der Shuttle-Geschichte.
- 1999: Die Volksrepublik China startet mit Shenzhou 1 ihren ersten noch unbemannten Raumflug vom Raketenstartplatz Jiuquan aus.
- 2002: Das erste Mathematikmuseum der Welt wird in Gießen eröffnet.

### Kultur
- 1720: In London findet die Uraufführung der Oper Astarto von Giovanni Bononcini statt.
- 1739: An der Grand Opéra Paris erfolgt die Uraufführung der Oper Dardanus von Jean-Philippe Rameau.
- 1753: Im Château de Berny findet die Uraufführung der Oper La Fête de Cythère von Michel Blavet statt.
- 1814: In München erfolgt die Uraufführung der komischen Oper Die Pflegekinder von Peter Joseph von Lindpaintner.

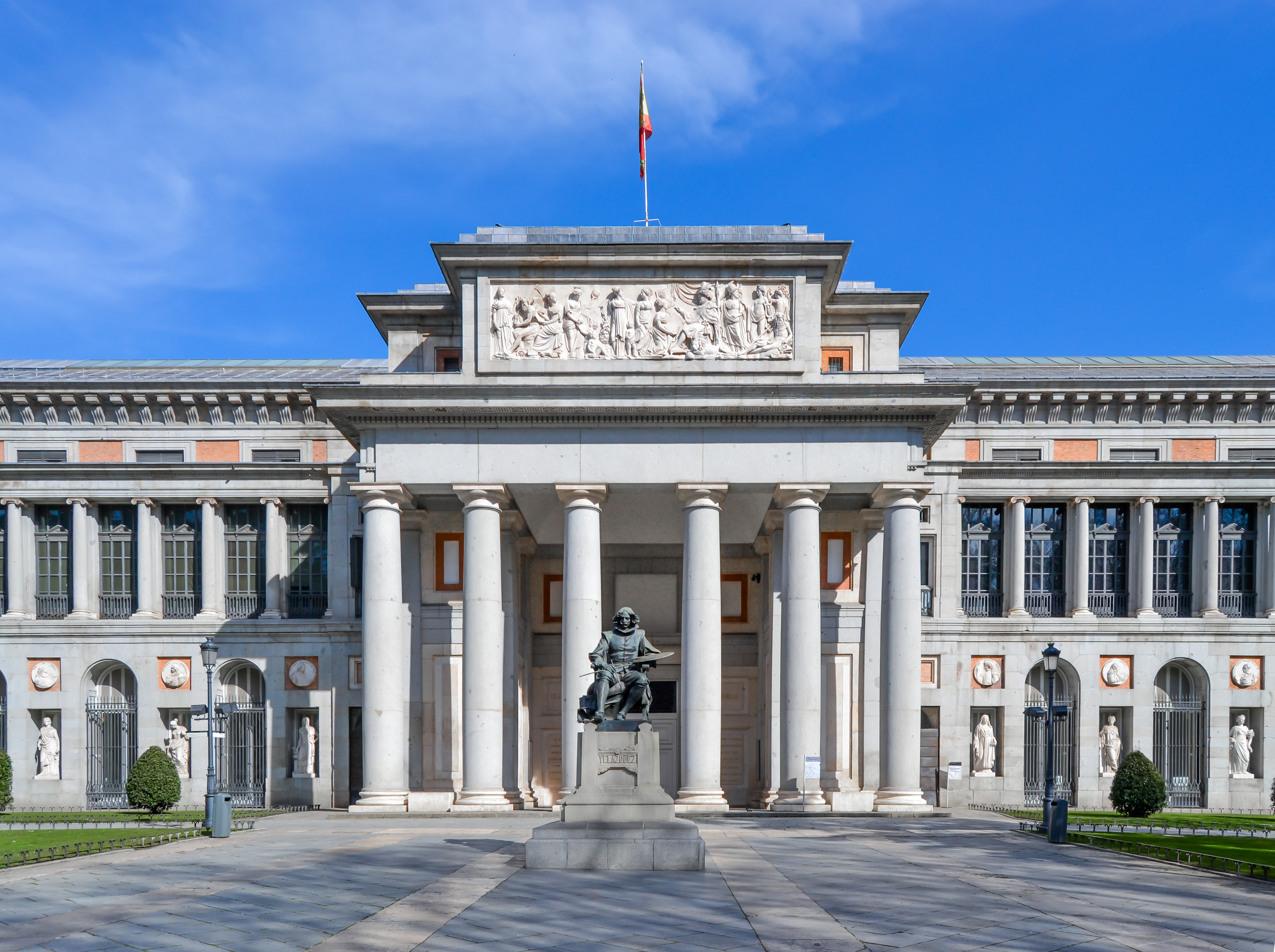
1819: Museo del Prado

- 1819: Das Museo del Prado wird in Madrid eröffnet.
- 1825: Die Oper L’ultimo giorno di Pompei von Giovanni Pacini wird am Teatro San Carlo in Neapel uraufgeführt.

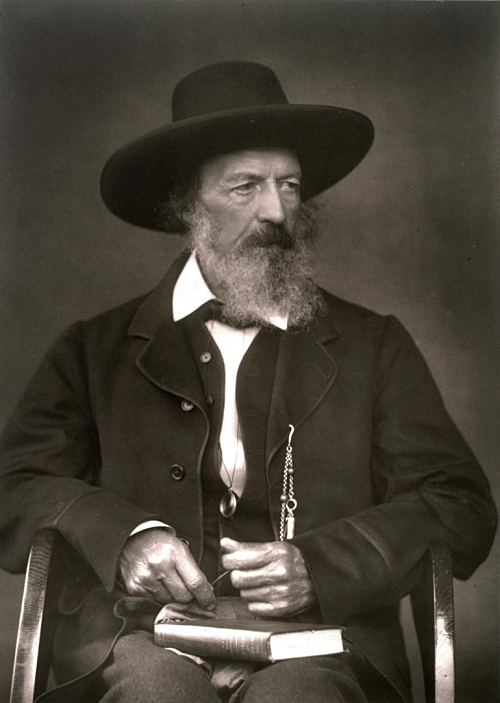
1850: Alfred Tennyson

- 1850: Alfred Tennyson wird von Königin Victoria zum Poet Laureate ernannt.
- 1850: In Madrid wird das Opernhaus Teatro Real eröffnet.
- 1859: Die komische Oper Geneviève de Brabant von Jacques Offenbach wird am Théâtre des Bouffes-Parisiens in Paris uraufgeführt.
- 1886: An der Hofoper in Wien erfolgt die Uraufführung der Oper Merlin von Karl Goldmark.
- 1886: In Dessau erfolgt die Uraufführung der Oper Die Hochzeit des Mönchs von August Klughardt.
- 1892: Als private Bühne wird in Berlin das Theater am Schiffbauerdamm eröffnet.
- 1910: In Wien wird die Operette Die schöne Risette von Leo Fall uraufgeführt.
- 1935: Das Musikalische Lustspiel Das kleine Hofkonzert von Edmund Nick wird in München uraufgeführt.
- 1958: In Stuttgart wird das 1941 im finnischen Exil entstandene epische Theaterstück Der aufhaltsame Aufstieg des Arturo Ui von Bertolt Brecht in der Inszenierung von Peter Palitzsch uraufgeführt, die Rolle des Arturo Ui spielt Wolfgang Kieling.
- 1999: Der US-Amerikaner John Carpenter gewinnt als erster Kandidat des TV-Formats Who Wants to Be a Millionaire? die Million.

### Gesellschaft
- 1650: Zwei Jahre nach dem Ende des Dreißigjährigen Krieges erlebt der Dresdner Hof eine Doppelhochzeit mit vierwöchigen Feierlichkeiten. Christian und Moritz, die letzten beiden ledigen Söhne des Kurfürsten Johann Georg I., heiraten die holsteinischen Schwestern Christiana und Sophie Hedwig.

### Natur und Umwelt
- 1919: Das Gebiet um den Zion-Canyon in Utah wird zum Nationalpark erklärt.

### Religion
- 0461: Hilarius wird zum Bischof von Rom geweiht und tritt das Papstamt an.
- 0569: In Poitiers wird erstmals der Hymnus Vexilla regis gesungen, als eine Kreuzreliquie ins Kloster Sainte-Croix übertragen wird.

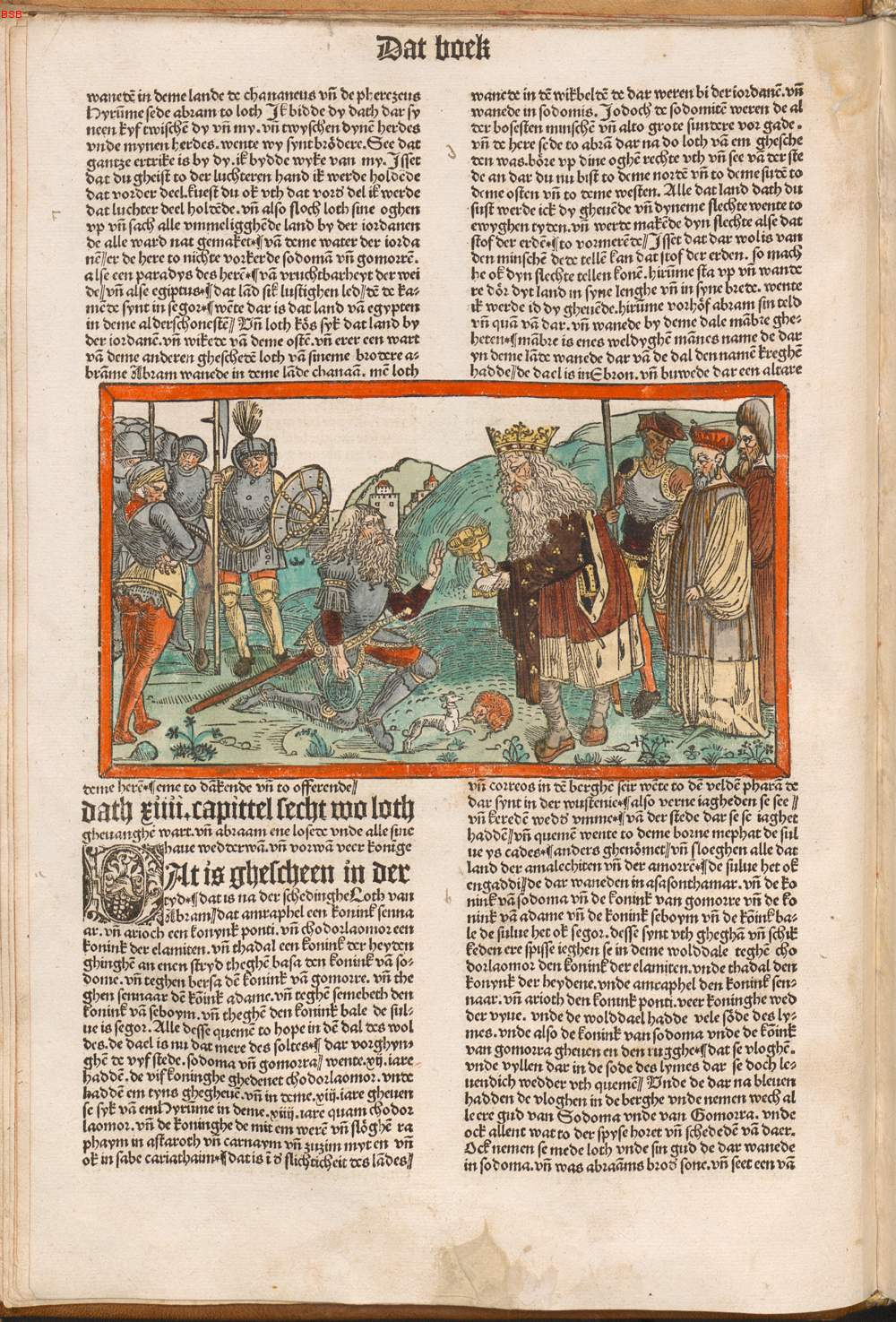
1494: Seite der Lübecker Bibel

- 1494: Der Druck der Lübecker Bibel wird abgeschlossen. Sie gilt als bedeutendste volkssprachliche Bibel unter den vorlutherischen deutschen Bibeln.
- 1511: Johann III. von Rosenberg wird zum Großprior der Johanniter in Böhmen gewählt.
- 1647: Johann Philipp von Schönborn wird zum Erzbischof von Mainz gewählt.

### Katastrophen
- 1404: In der ersten Elisabethenflut werden in den Niederlanden etwa 3.000 Hektar Land weggespült. Die Städte Ijzendijke und Hugevliet gehen verloren.
- 1887: Im Ärmelkanal sinkt der niederländische Ozeandampfer W. A. Scholten nach der Kollision mit einem britischen Kohlenfrachter. 132 Passagiere und Besatzungsmitglieder sterben.
- 1918: Während des Rückzugs des deutschen Heeres nach dem Waffenstillstand von Compiègne explodiert im belgisch-niederländischen Grenzbahnhof Hamont ein Munitionstransportzug. Über 1000 Menschen kommen dabei ums Leben.
- 1977: Auf dem TAP-Flug 425 überrollt eine Boeing 727 der Transportes Aéreos Portugueses das Ende der Landebahn in Funchal und stürzt einen Abgrund hinunter. 131 Menschen kommen ums Leben.
- 1984: Bei Explosionen in einem Öllager des mexikanischen Mineralölkonzerns PEMEX nahe Mexiko-Stadt und den dadurch verursachten Großbrand kommen etwa 500 Menschen ums Leben.

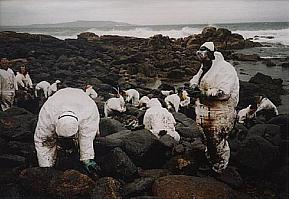
2002: Freiwillige beim Säubern eines Strandabschnitts vom Öl der Prestige

- 2002: Der am 13. November leck geschlagene Tanker Prestige bricht auseinander und sinkt vor der galicischen Küste. 64.000 t Schweröl laufen aus und verpesten 2.900 km der französischen und spanischen Küste. Rund 250.000 Seevögel verenden.

Kleinere Unglücksfälle sind in den Unterartikeln von Katastrophe und in der Liste von Katastrophen aufgeführt.

### Sport
- 1862: Der Österreichische Alpenverein wird auf Anregung der Studenten Paul Grohmann, Edmund von Mojsisovics und Guido von Sommaruga als erster Bergsteigerverband des europäischen Festlands und damit als zweitältester der Welt nach dem britischen Alpine Club gegründet.
- 1969: Der beim FC Santos spielende brasilianische Fußballstar Pelé erzielt in seiner Vereinslaufbahn das tausendste Tor.
- 2023: Australien gewinnt den 13. Cricket World Cup, indem es im Finale den Gastgeber Indien mit 6 Wickets besiegt.

Einträge von Leichtathletik-Weltrekorden befinden sich unter der jeweiligen Disziplin unter Leichtathletik.

## Geboren

### Vor dem 18. Jahrhundert
- 1168: Song Ningzong, Kaiser der Song-Dynastie in China
- 1235: Heinrich XIII., Herzog von Niederbayern
- 1413: Friedrich II., Kurfürst und Markgraf von Brandenburg
- 1464: Go-Kashiwabara, 104. Kaiser von Japan
- 1503: Pier Luigi II. Farnese, Herzog von Parma und Piacenza
- 1563: Robert Sidney, 1. Earl of Leicester, englischer Staatsmann und Kunstpatron
- 1568: August I., Herzog zu Braunschweig und Lüneburg, Fürst von Lüneburg
- 1584: Katharina Wasa, schwedische Prinzessin und Herzogin von Zweibrücken
- 1593: Hans Ungnad, österreichischer Staatsmann
- 1597: Elisabeth Charlotte von der Pfalz, Herzogin in Preußen und Kurfürstin von Brandenburg

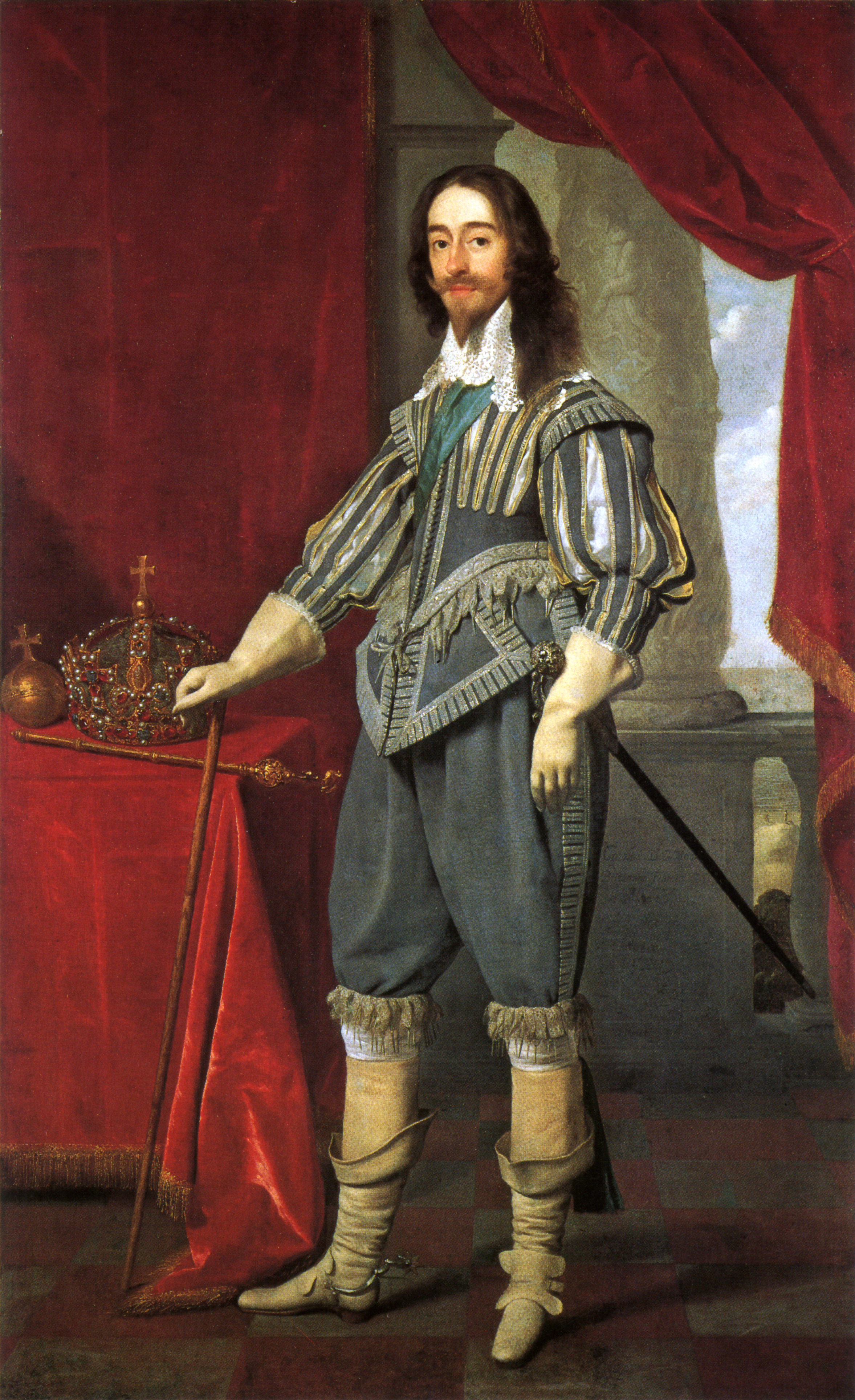
Charles I. (* 1600)

- 1600: Charles I., König von England, Schottland und Irland
- 1600: Lieuwe van Aitzema, niederländischer Historiker, Diplomat, Bonvivant, Schürzenjäger und Spion
- 1603: Nicolaus Jarre, Hamburger Bürgermeister und Jurist
- 1605: Barthold Moller, deutscher Jurist, Ratsherr und Bürgermeister von Hamburg
- 1607: Erasmus Quellinus II., flämischer Maler
- 1616: Eustache Le Sueur, französischer Maler
- 1625: Johann Jacob Saar, deutscher Seefahrer und Autor
- 1650: Heinrich, einziger Regent von Sachsen-Gotha-Römhild, Landgraf in Thüringen und königlich preußischer Feldzeugmeister (Generalmajor)
- 1653: Christian II., Herzog von Sachsen-Merseburg
- 1656: Abraham Frencel, sorbischer Geistlicher, Geschichtsschreiber und Sprachkundler
- 1666: Carl Gustaf Armfelt, schwedischer General
- 1670: Anna Magdalena Francke, deutsche Pietistin
- 1670: Anselm Schnaus, Abt des Klosters Waldsassen
- 1674: Luca Antonio Colomba, Schweizer Maler

### 18. Jahrhundert
- 1711: Michail Lomonossow, russischer Universalgelehrter
- 1716: Ernst Daniel Adami, deutscher Kapellmeister, Organist, Musikpädagoge, Schriftsteller, Chordirektor, Lehrer und Theologe
- 1722: Leopold Auenbrugger, österreichischer Mediziner und Librettist
- 1726: Franz Josef I., Fürst von Liechtenstein und Feldherr
- 1739: François-Claude-Amour de Bouillé, französischer General
- 1752: George Rogers Clark, US-amerikanischer Pionier, Kämpfer im Amerikanischen Unabhängigkeitskrieg und Indianerkenner
- 1754: Karl, Herzog von Sachsen-Meiningen
- 1760: Johann Paul Pöhlmann, deutscher evangelischer Geistlicher und Pädagoge
- 1765: Johann Heinrich Christian Barby, deutscher Pädagoge und Philologe
- 1769: Elise Bürger, deutsche Dichterin
- 1770: Adam Johann von Krusenstern, erster russischer Weltumsegler

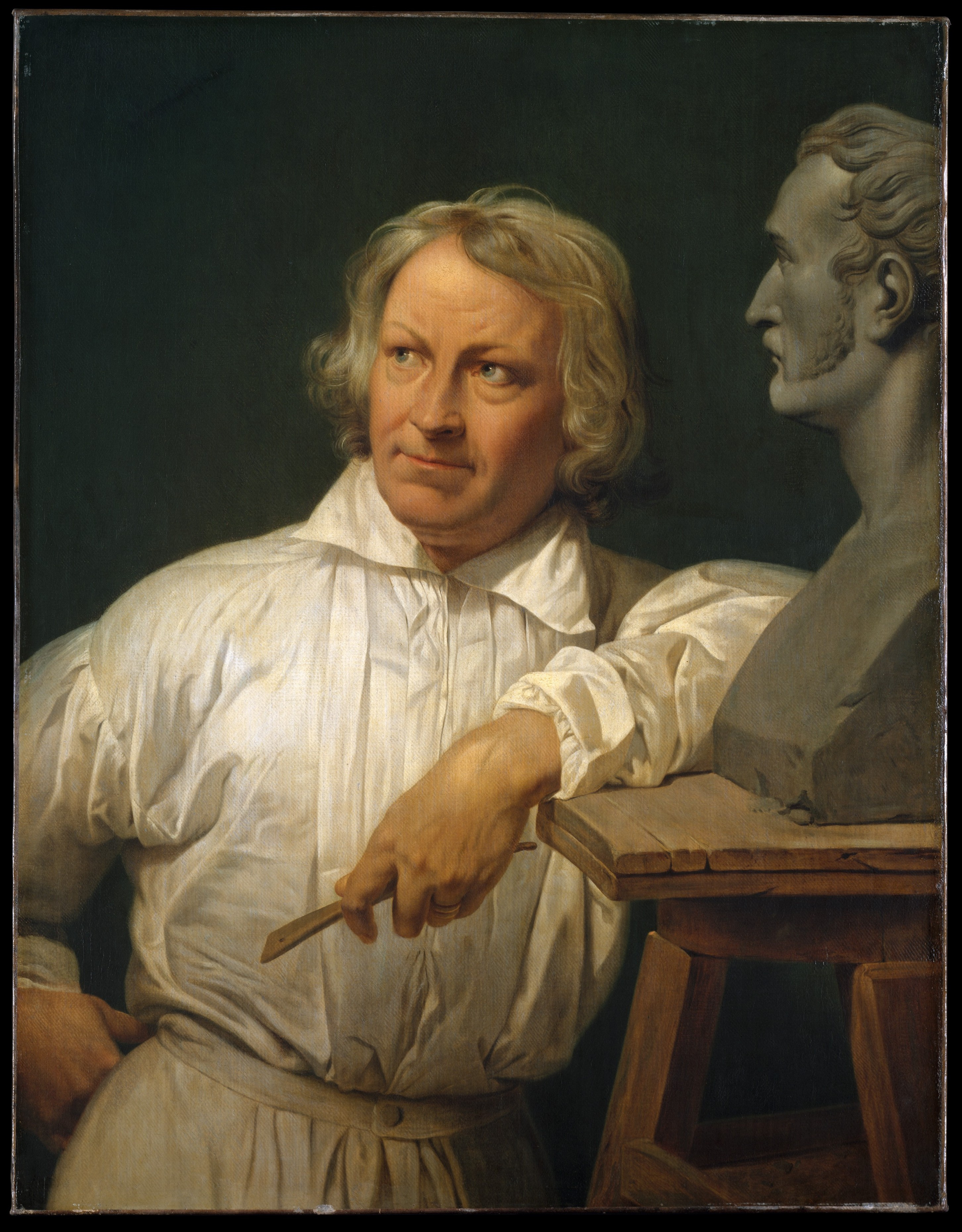
Bertel Thorvaldsen (* 1770)

- 1770: Bertel Thorvaldsen, dänischer Bildhauer
- 1775: Johann Karl Wilhelm Illiger, deutscher Zoologe und Entomologe
- 1778: Charles-Michel de Salaberry, kanadischer Soldat und Politiker
- 1779: Luise Charlotte zu Mecklenburg, Herzogin von Sachsen-Gotha-Altenburg
- 1779: John Vaughan Thompson, britischer Arzt, Zoologe und Botaniker
- 1796: Karl Christian Aubel, deutscher Porträtmaler
- 1799: René Caillié, französischer Afrikaforscher

### 19. Jahrhundert

#### 1801–1850

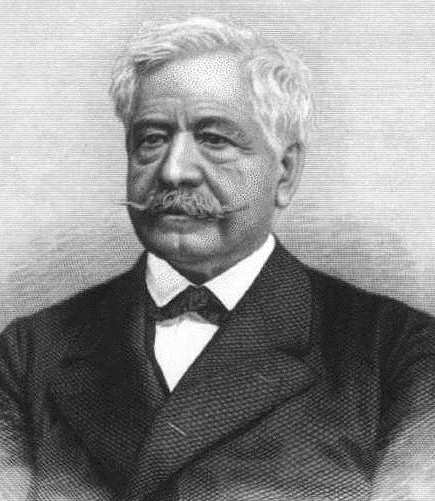
Ferdinand de Lesseps (* 1805)

- 1805: Ferdinand de Lesseps, französischer Ingenieur, Erbauer des Sueskanals
- 1808: Antoine Elwart, französischer Komponist, Musikpädagoge und -wissenschaftler
- 1810: Carl Gottlieb Weigle, deutscher Orgelbauer
- 1810: August Willich, deutscher Revolutionär und General im Amerikanischen Bürgerkrieg
- 1812: Adalbert Kuhn, deutscher Indogermanist und Mythologe
- 1814: Sigmund Aichhorn, österreichischer Geologe
- 1814: Girolamo de Rada, albanisch-italienischer Schriftsteller
- 1819: Félix María del Monte, dominikanischer Rechtsanwalt, Journalist, Dramatiker und Lyriker
- 1820: Christoph Heinrich Boehringer, deutscher Apotheker und Unternehmer
- 1820: Josephine von Wertheimstein österreichische Salonnière
- 1823: Gustav Schleicher, deutsch-US-amerikanischer Ingenieur, Unternehmer und Politiker, Mitglied des Repräsentantenhauses
- 1823: Moritz Schmidt, deutscher Altphilologe
- 1824: Karl August Auberlen, deutscher Theologe
- 1826: Mathilde Beeg, deutsche Schriftstellerin
- 1831: James A. Garfield, US-amerikanischer Politiker, Mitglied des Repräsentantenhauses, Staatspräsident
- 1833: Wilhelm Dilthey, deutscher Philosoph
- 1837: Catharina Schwartz, deutsche Malerin
- 1839: Elisabeth zu Carolath-Beuthen, Lebensgefährtin von Herbert von Bismarck
- 1841: Wilhelm Schröder, deutscher Jurist
- 1842: Vincenz Czerny, deutscher Chirurg
- 1842: Theodor Frey, Schweizer Unternehmer und liberaler Politiker

#### 1851–1900
- 1853: Maximilian von Uthmann, deutscher Verwaltungsbeamter
- 1854: Beda Adlhoch, deutscher Mönch
- 1855: Anna Branting, schwedische Schriftstellerin und Journalistin
- 1859: Olga Arendt, deutsche Schriftstellerin, Rezitatorin und Schauspielerin
- 1859: Michail Ippolitow-Iwanow, russischer Komponist und Dirigent
- 1864: George Barbier, US-amerikanischer Schauspieler
- 1865: Otto Eckmann, deutscher Maler
- 1865: Friedrich Schrader, deutscher Schriftsteller und Journalist in Konstantinopel
- 1866: Georg Carl Amdrup, dänischer Marineoffizier und Polarforscher
- 1867: Martha Lasker, deutsche Schriftstellerin
- 1873: Elizabeth McCombs, neuseeländische Politikerin und erste Parlamentarierin
- 1875: Hiram Bingham, US-amerikanischer Archäologe und Forschungsreisender
- 1875: Michail Kalinin, russischer Politiker
- 1876: Tatjana Ehrenfest-Afanassjewa, russisch-niederländische Physikerin
- 1877: André Corvington, haitianischer Fechter
- 1877: Wilhelm Laforet, deutscher Staatsrechtler und Politiker, MdB
- 1881: Marie Hamsun, norwegische Schauspielerin und Kinderbuchautorin
- 1882: Dmitri Smirnow, russischer Sänger (Tenor)
- 1883: Ned Sparks, kanadischer Schauspieler
- 1884: Joseph Ardizzone, US-amerikanischer Mobster
- 1886: Dolly Shepherd, britische Fallschirmspringerin
- 1887: Christian Schneider, deutscher Chemiker, Industrie-Manager und Wehrwirtschaftsführer
- 1887: James Batcheller Sumner, US-amerikanischer Biochemiker, Nobelpreisträger
- 1888: José Raúl Capablanca, kubanischer Schachweltmeister

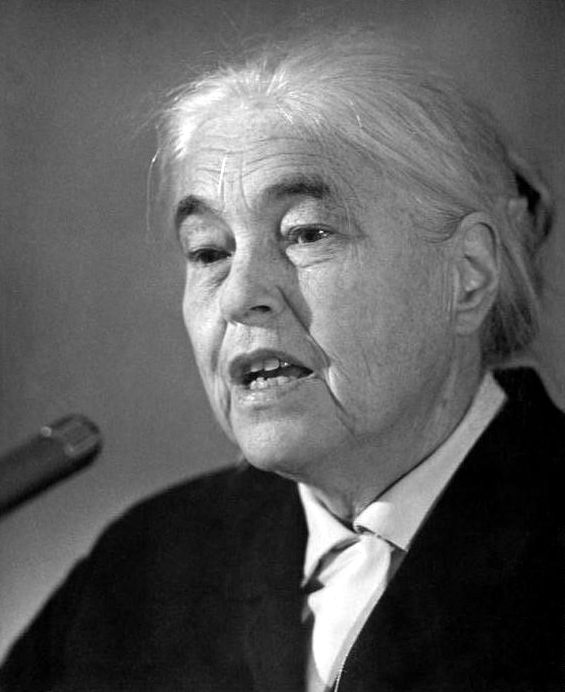
Anna Seghers
(* 1900)

- 1888: Georg Richard Kinat, deutscher Politiker, MdB
- 1889: Wassili Blücher, sowjetischer Marschall
- 1891: Margerita Trombini-Kazuro, polnische Pianistin, Cembalistin und Musikpädagogin
- 1892: Lucien N. Andriot, französischer Kameramann
- 1893: Eduard van Arkel, niederländischer Chemiker
- 1893: Gerard Boedijn, niederländischer Komponist
- 1894: Heinz Hopf, deutsch-schweizerischer Mathematiker
- 1895: Louise Dahl-Wolfe, US-amerikanische Fotografin
- 1896: Johannes Mebus, deutscher Theologe und Politiker, MdL, Abgeordneter der Volkskammer
- 1896: Adolf Wohlbrück, österreichischer Schauspieler
- 1897ː Martha Bertina, deutsche Illustratorin, Karikaturistin und Pressezeichnerin
- 1898ː Käthe Spiegel, österreichisch-tschechoslowakische Historikerin, Holocaustopfer
- 1899: Andrija Artuković, kroatischer Politiker
- 1899: Abū l-Qāsim al-Chū'ī, persischer Großajatollah
- 1899: Ilona Štěpánová-Kurzová, tschechische Pianistin
- 1900: Bunny Ahearne, irischer Eishockeyfunktionär, Präsident der IIHF
- 1900: Gertrud von Österreich-Toskana, Erzherzogin von Österreich
- 1900: Anna Seghers, deutsche Schriftstellerin

### 20. Jahrhundert

#### 1901–1925
- 1901: Tadeusz Adamowski, polnischer Eishockeyspieler und -trainer
- 1901: Nina Karlowna Bari, russische Mathematikerin
- 1901: Berta Drews, deutsche Schauspielerin
- 1901: Otway Herbert, britischer Offizier
- 1901: Elisabeth Küper, deutsche Gewerkschafterin und Politikerin, MdL
- 1902: Erika Buchmann, deutsche Politikerin, MdL
- 1902: Mafalda von Savoyen, italienische Adelige, Prinzessin von Italien
- 1903: Nancy Carroll, US-amerikanische Schauspielerin
- 1904: Antonio Vojak, italienischer Fußballspieler und -trainer
- 1905: Tommy Dorsey, US-amerikanischer Musiker und Songschreiber
- 1906: Eleanor Audley, US-amerikanische Schauspielerin und Synchronsprecherin
- 1906: Paul Cheikho, irakischer Geistlicher, Patriarch von Babylon
- 1907: Werner Andert, deutscher Volkskundler und Publizist
- 1907: Luigi Beccali, italienischer Leichtathlet und Olympiasieger
- 1907: Ladislav Mikeš Pařízek, tschechoslowakischer Schriftsteller und Journalist
- 1908: Alan Baxter, US-amerikanischer Schauspieler
- 1908: Jean-Yves Daniel-Lesur, französischer Komponist und Organist
- 1908: Heidi Oetinger, deutsche Verlegerin
- 1909: Peter Drucker, US-amerikanischer Wirtschaftswissenschaftler
- 1909: Carlos Lopez Moctezuma, mexikanischer Schauspieler
- 1910: Domenico Ceccarossi, italienischer Hornist
- 1912: George Emil Palade, US-amerikanischer Biochemiker, Nobelpreisträger
- 1913: Göran Borg, schwedischer Mathematiker und Professor
- 1914: Lucia Jirgal, österreichische Malerin
- 1915: Luis Arroyo, spanischer Schauspieler und Regisseur
- 1915: Frank Cope, US-amerikanischer American-Football-Spieler
- 1915: Anita Lizana, chilenische Tennisspielerin
- 1916: František Dibarbora, tschechoslowakischer Schauspieler
- 1916: Ernst Metz, deutscher Generalmajor des Heeres der Bundeswehr
- 1916: Anita Neugebauer, deutsche Fotografin, Galeristin und Sammlerin

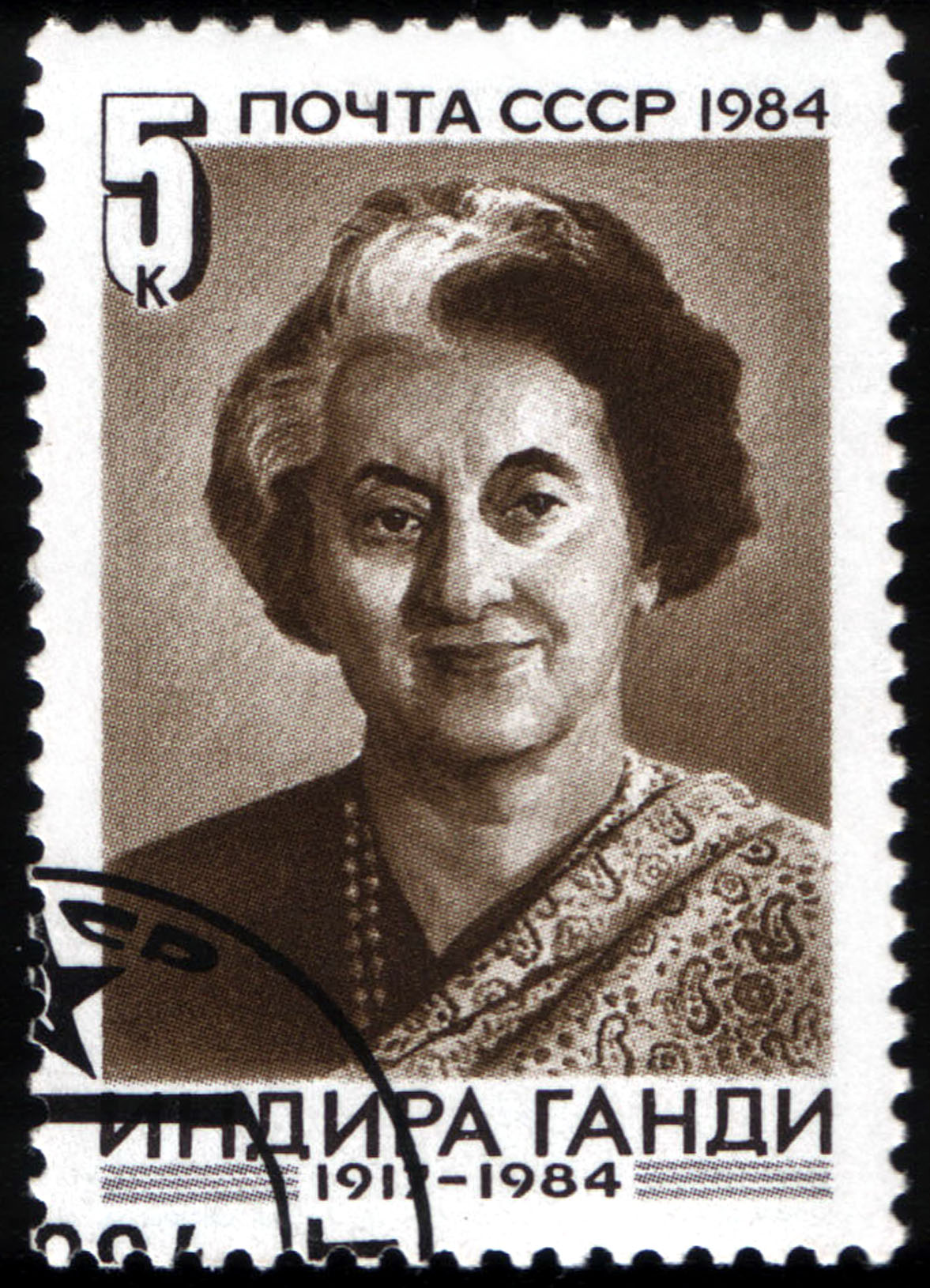
Indira Gandhi (* 1917)

- 1917: Indira Gandhi, indische Politikerin, Premierministerin
- 1918: Debiprasad Chattopadhyaya, bengalischer Philosoph
- 1918: Dutch Elston, US-amerikanischer American-Football-Spieler
- 1918: Hendrik Christoffel van de Hulst, niederländischer Physiker
- 1919: Curt Meyer, deutscher Mathematiker
- 1919: Hubert Patthey, Schweizer Autorennfahrer und Unternehmer
- 1920: Helmut Bazille, deutscher Politiker, MdB
- 1920: Bernhard Kempa, deutscher Handballspieler und -trainer

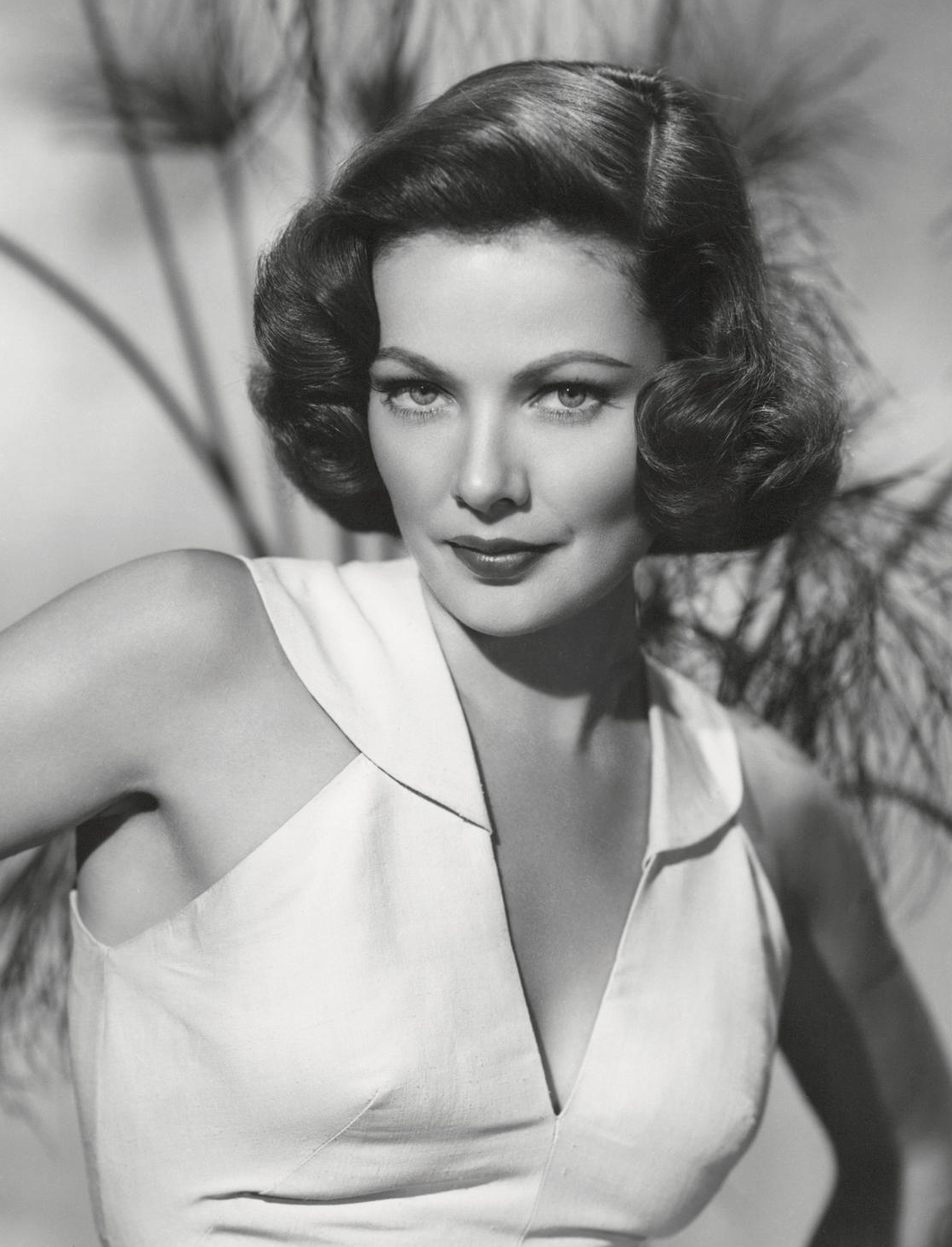
Gene Tierney (* 1920)

- 1920: Gene Tierney, US-amerikanische Schauspielerin
- 1921: Géza Anda, Schweizer Pianist ungarischer Herkunft
- 1922: Wilmut Borell, deutscher Schauspieler
- 1922: Mark Harris, US-amerikanischer Schriftsteller
- 1922: Antonia Hilke, deutsche Journalistin und Fernsehmoderatorin
- 1922: Juri Knorosow, sowjetischer Ägyptologe
- 1922: Rajko Mitić, jugoslawischer Fußballspieler und -trainer
- 1923: Gordon Jackson, britischer Schauspieler
- 1923: Helena Zmatlíková, tschechische Malerin und Illustratorin
- 1924: Edward Mutesa, König von Buganda und Präsident von Uganda
- 1924: Jan Otčenášek, tschechischer Schriftsteller und Drehbuchautor
- 1924: Karel Verschuere, belgischer Comiczeichner und -autor
- 1925: Erich Halatschek, österreichischer Bauunternehmer
- 1925: Ruth Morley, US-amerikanische Kostümdesignerin

#### 1926–1950
- 1926: Thomas Ashton, britischer Bankier und Peer
- 1926: Jeane Kirkpatrick, US-amerikanische Politikwissenschaftlerin
- 1926: Felicitas Ritsch, deutsche Schauspielerin
- 1927: Günter Kallmann, deutscher Chorleiter, Sänger und Komponist
- 1927: Lisl Steiner, österreichisch-amerikanische Fotografin, Fotojournalistin und Zeichnerin
- 1928: Ina van Faassen, niederländische Schauspielerin und Kabarettistin
- 1928: Ernst Hiller, deutscher Motorradrennfahrer
- 1929: Jean Blaton, belgischer Autorennfahrer und Musiker
- 1929: Carl Herrmann Unthan, deutscher armloser Musiker und Artist
- 1929: Rosa Carmina, mexikanische Schauspielerin, Tänzerin und Sängerin
- 1930: Christian Schwarz-Schilling, deutscher Politiker, MdB, Bundesminister, Unternehmer
- 1932: Eleanor Helin, US-amerikanische Astronomin
- 1932: Hanne Løye, dänische Schauspielerin
- 1933: Siegfried Behrend, deutscher Gitarrist und Komponist
- 1933: Larry King, US-amerikanischer Moderator
- 1934: Kurt Hamrin, schwedischer Fußballspieler
- 1935: Atanas Atanassow, bulgarischer Basketballspieler
- 1935: Rashad Khalifa, ägyptisch-US-amerikanischer Biochemiker und Religionswissenschaftler
- 1936: Emin Aristakesjan, armenischer Komponist und Musikpädagoge
- 1936: Michel Decoust, französischer Komponist
- 1936: Wolfgang Jeschke, deutscher Herausgeber und Autor
- 1936: Yuan T. Lee, taiwanischer Chemiker
- 1937: Tamara Bunke, argentinisch-deutsche Revolutionärin
- 1937: Ioan Fiscuteanu, rumänischer Theaterschauspieler
- 1938: Heinrich Löffler, Schweizer Sprachwissenschaftler
- 1938: Ted Turner, US-amerikanischer Medienunternehmer, Gründer von CNN
- 1939: Dick Cavett, US-amerikanischer Talkshow-Moderator
- 1939: Jane Mansbridge, US-amerikanische Politikwissenschaftlerin
- 1939: Nikolaus Paryla, österreichischer Schauspieler und Theaterregisseur
- 1939: Michael von Schmude, deutscher Politiker, MdB
- 1940: Ingrid Capelle, deutsche Fernsehschauspielerin
- 1940: Silvia Glogner, deutsch-österreichische Theaterschauspielerin
- 1940: Margarita Pellegrin, deutsche Künstlerin
- 1941: Iwanka Christowa, bulgarische Kugelstoßerin
- 1941: Dan Haggerty, US-amerikanischer Schauspieler
- 1942: Gary Ackerman, US-amerikanischer Politiker, Mitglied des Repräsentantenhauses
- 1942: Gerhard Aumüller, deutscher Mediziner
- 1942: Jean Auroux, französischer Politiker
- 1942: Christine Buchegger, österreichische Schauspielerin
- 1942: Calvin Klein, US-amerikanischer Modedesigner
- 1944: Agnes Baltsa, griechische Mezzo-Sopranistin und Kammersängerin
- 1944: Klaus Fichtel, deutscher Fußballspieler
- 1945: Wolf-Dieter Hasenclever, deutscher Politiker, MdL
- 1945: Annika Hoydal, färöische Sängerin und Schauspielerin
- 1945ː Paula Weinstein, US-amerikanische Fernseh- und Filmproduzentin
- 1946: Claus Asendorf, deutscher Jurist, Richter am Bundesgerichtshof
- 1947: Eckart Lange, deutscher Musikpädagoge
- 1948: Eduard Stöllinger, österreichischer Motorradrennfahrer
- 1949: Alicia Asconeguy, uruguayische Malerin und Grafikerin
- 1949: Nigel Bennett, britisch-kanadischer Schauspieler und Schriftsteller
- 1950: Hayo Freitag, deutscher Designer, Animator, Produzent, Autor und Regisseur von Zeichentrickfilmen

#### 1951–1975

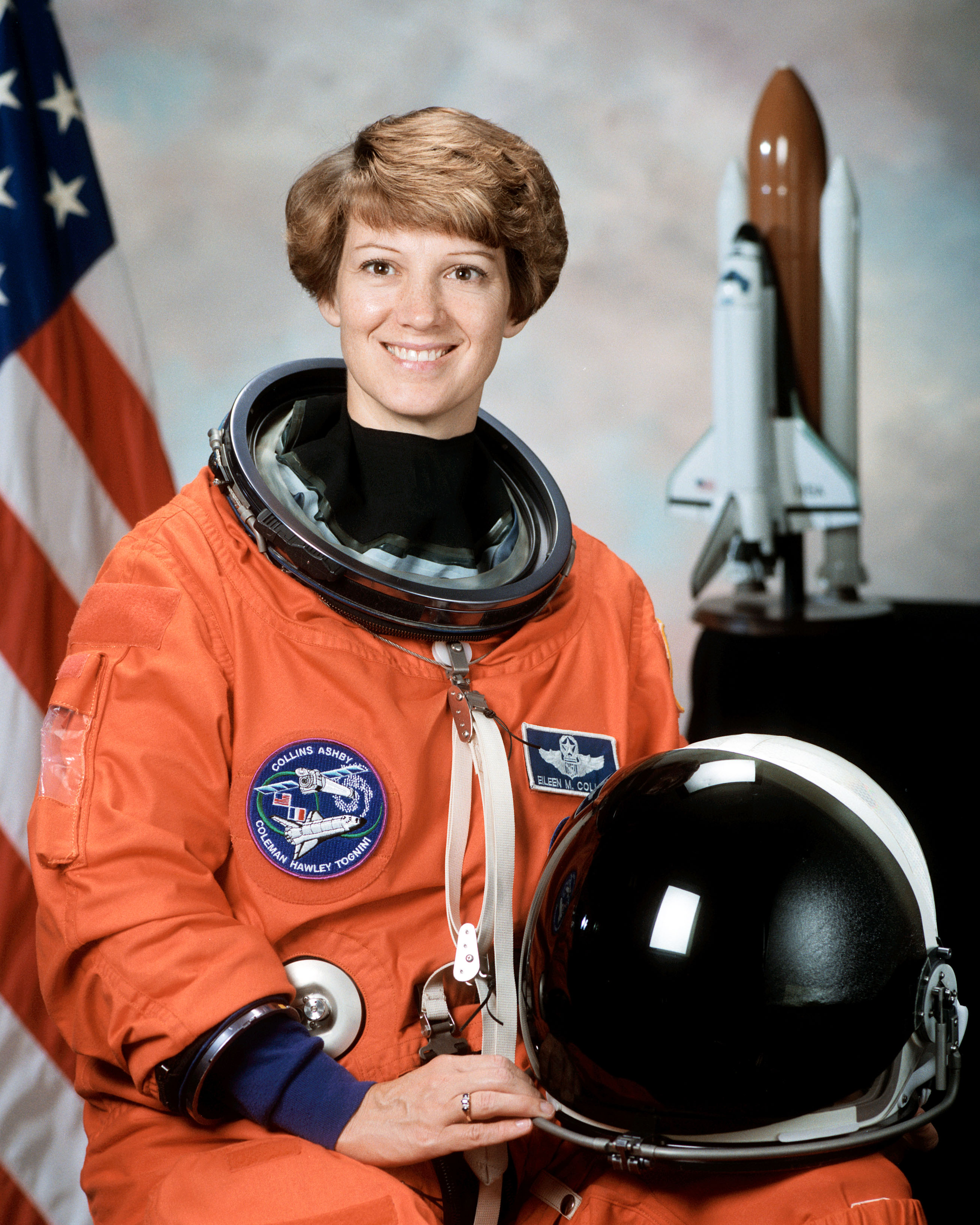
Eileen Collins (* 1956)

- 1951: Zeenat Aman, indisches Model und Filmschauspielerin
- 1951: Gerhard Feige, deutscher Theologe, Bischof von Magdeburg
- 1951: Kenny Werner, US-amerikanischer Jazzpianist
- 1953: Michail An, sowjetischer Fußballspieler
- 1953: Robert Beltran, US-amerikanischer Schauspieler
- 1953: Johannes Gottfried Mayer, deutscher Medizinhistoriker und Literaturwissenschaftler
- 1955: Ihor Schtscherbakow, ukrainischer Pianist und Komponist
- 1955ː Ljudmila Wassiljewna Storoschkowa, sowjetische Sprinterin
- 1956: Dieter Brandecker, deutscher Schauspieler
- 1956: Eileen Collins, US-amerikanische Astronautin
- 1957: Ofra Haza, israelische Sängerin
- 1958: Isabella Blow, britische Modejournalistin und Mäzenatin
- 1958: Claudio Foscarini, italienischer Fußballspieler und -trainer
- 1958: Horst-Dieter Fumi, deutscher Jurist
- 1958: Uwe Zimmermann, deutscher Maschinenbauingenieur
- 1959: Christian Buse, deutscher Schauspieler
- 1959: Jack Leconte, französischer Autorennfahrer und Rennstallbesitzer
- 1960: Mosche Kachlon, israelischer Politiker
- 1960: Ferdinand Kramer, deutscher Historiker
- 1960: Don Ross, kanadischer Komponist und Gitarrist
- 1960: Friederike Seyfried, deutsche Ägyptologin
- 1960: Matt Sorum, US-amerikanischer Musiker
- 1960: Wassili Tichonow, sowjetischer Ruderer
- 1961: Alfried Kampen, deutscher Jurist

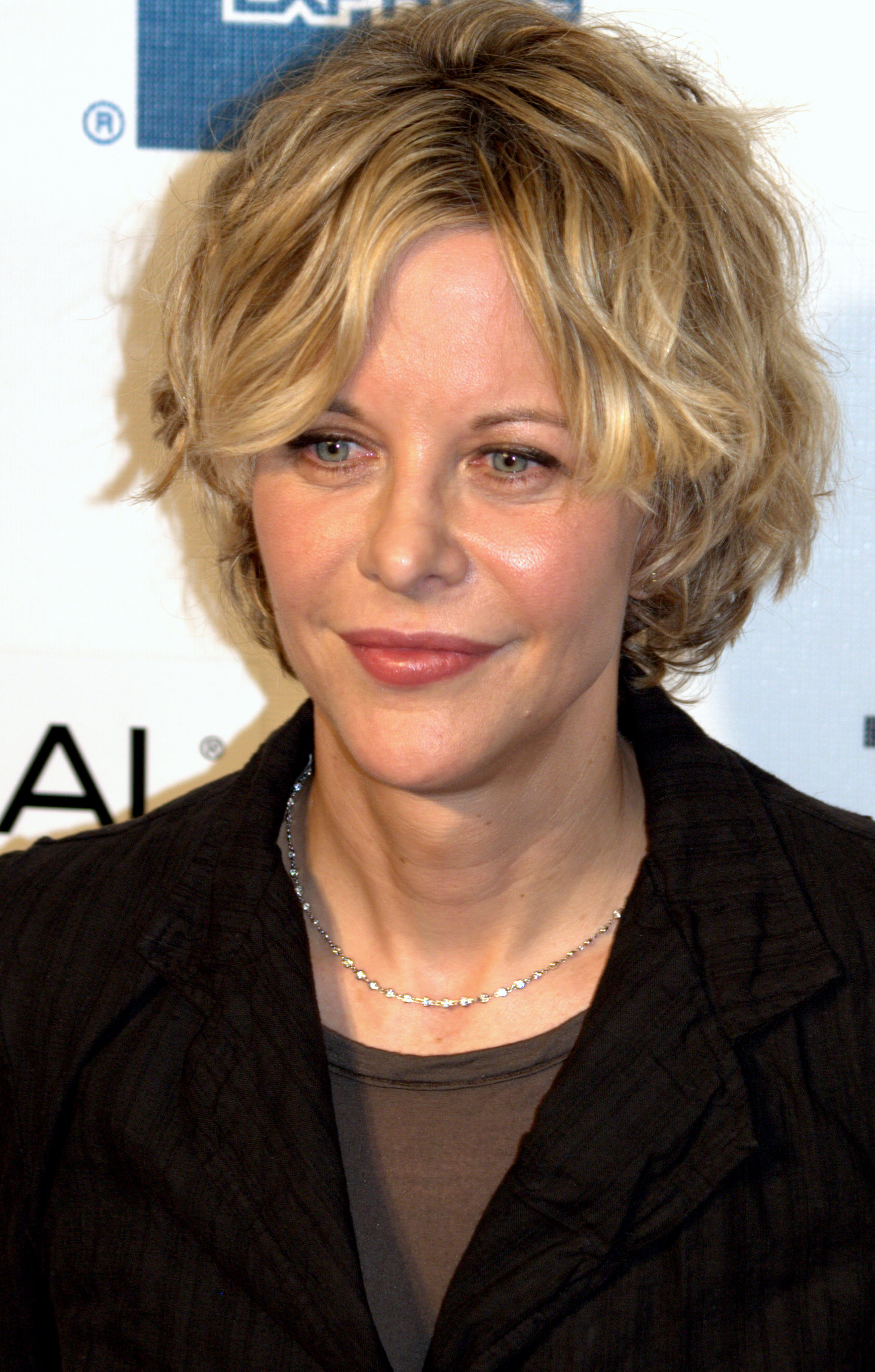
Meg Ryan (* 1961)

- 1961: Meg Ryan, US-amerikanische Schauspielerin
- 1961: Bogdan Wenta, polnischer Handballspieler und -trainer

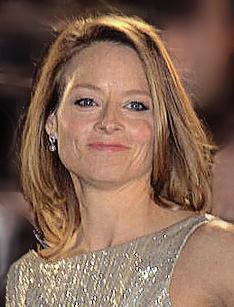
Jodie Foster (* 1962)

- 1962: Jodie Foster, US-amerikanische Schauspielerin
- 1962: Gabriele Paukens, deutsche Juristin und TV-Darstellerin
- 1963: Eduard Abazi, albanischer Fußballspieler
- 1963: Terry Farrell, US-amerikanische Schauspielerin
- 1963: Skënder Gega, albanischer Fußballspieler
- 1964: Hanne Malmberg, dänische Radsportlerin
- 1965: Gary Ablett, englischer Fußballspieler und -trainer
- 1965: Laurent Blanc, französischer Fußballspieler
- 1965: Nelson Carmichael, US-amerikanischer Freestyle-Skier, Olympiamedaillengewinner
- 1965: Paul Di Leo, US-amerikanischer Bassist
- 1965: Douglas Henshall, britischer Schauspieler
- 1965: Katrin Wühn, deutsche Leichtathletin
- 1966: Gail Devers, US-amerikanische Leichtathletin, Olympiasiegerin, Weltmeisterin
- 1966: Jason Scott Lee, US-amerikanischer Schauspieler
- 1967: Ludwig Gredler, österreichischer Biathlet
- 1967: Olaf Hense, deutscher Leichtathlet
- 1968: Andrea Ahmann, deutsche Beachvolleyballspielerin
- 1968: Katarina Barley, deutsch-britische Juristin und Politikerin, MdB, Bundesministerin, MdEP
- 1969: Philippe Adams, belgischer Autorennfahrer
- 1969: Richard Virenque, französischer Radrennfahrer
- 1970: Ben Mole, britischer Filmregisseur, -produzent, Drehbuchautor und Schauspieler
- 1970: Mike Zito, US-amerikanischer Bluesrock-Gitarrist, Sänger, Produzent und Labelbetreiber
- 1971: Bernhard Gál, österreichischer Komponist und Installationskünstler
- 1972: Sandrine Holt, kanadische Schauspielerin
- 1973: Billy Currington, US-amerikanischer Countrysänger
- 1973: Nils Günther, Schweizer Komponist und Pianist
- 1973: André Lenz, deutscher Fußballspieler
- 1974: Juli Fernández, andorranischer Fußballspieler
- 1974: Gary Formato, südafrikanischer Autorennfahrer
- 1975: Rollergirl, deutsche Sängerin
- 1975: Ben Ruedinger, deutscher Schauspieler
- 1975: Jens Jacob Tychsen, dänischer Schauspieler und Synchronsprecher

#### 1976–2000
- 1976: Jan Hegenberg, deutscher Musiker
- 1976: Susan Link, deutsche Radio- und Fernsehmoderatorin
- 1976: Natalie Rickli, Schweizer Politikerin
- 1976: Benny Vansteelant, belgischer Duathlet
- 1977: Antony Gautier, französischer Fußballschiedsrichter
- 1981: Matthias Ebhardt, deutscher Kanute
- 1981: Juan Martín Fernández Lobbe, argentinischer Rugby-Union-Spieler
- 1981: André Lotterer, deutscher Autorennfahrer
- 1982: Francesco Reda, italienischer Radrennfahrer
- 1983: Varuzhan Akobian, US-amerikanischer Schachgroßmeister
- 1983: Meseret Defar, äthiopische Leichtathletin, Olympiasiegerin
- 1983: Adam Driver, US-amerikanischer Schauspieler
- 1983: Daria Werbowy, kanadisches Supermodel
- 1984: Jorge Fucile, uruguayischer Fußballspieler
- 1984: Brittany Maynard, US-amerikanische Sterbehilfeaktivistin
- 1986: Jessicah Schipper, australische Schwimmerin
- 1986: Simone Stribl, österreichische Journalistin und Fernsehmoderatorin
- 1987: Vijay Drangoy, moldauischer Billardspieler
- 1987: Kevin Kopacka, österreichischer Regisseur und Künstler
- 1987: Feng Zhe, chinesischer Turner
- 1988: Savitree Amitrapai, thailändische Badmintonspielerin
- 1989: Ole Rahmel, deutscher Handballspieler
- 1989: Benedikt Röcker, deutscher Fußballspieler
- 1989: Roman Trofimow, russischer Skispringer
- 1989: Tyga, US-amerikanischer Rapper
- 1989: Kenneth Faried, US-amerikanischer Basketballspieler
- 1990: Nick Andries, US-amerikanischer Automobilrennfahrer

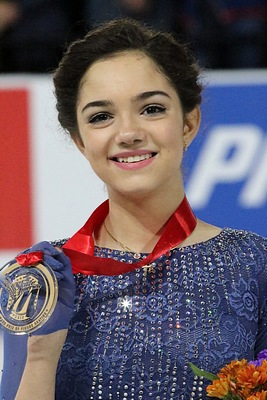
Jewgenia Medwedewa (* 1999)

- 1990: Patrick Miedema, niederländischer Handballspieler
- 1991: Daniel Axt, deutscher Schauspieler
- 1991: Johannes Kühn, deutscher Biathlet und Skilangläufer
- 1991: Florent Mollet, französischer Fußballspieler
- 1992: Doru Sechelariu, rumänischer Rennfahrer
- 1992: Tove Styrke, schwedische Popsängerin und Songschreiberin
- 1992: Gianni Vermeersch, belgischer Radrennfahrer
- 1993: Johanne Defay, französische Surferin
- 1993: Suso, spanischer Fußballspieler
- 1994: Filippo Fiorelli, italienischer Radrennfahrer
- 1996: Kazuma Kaya, japanischer Turner
- 1996: Tanguy Nef, Schweizer Skirennfahrer
- 1999: Jewgenija Medwedewa, russische Eiskunstläuferin
- 2000: Jean-Baptiste Simmenauer, französischer Autorennfahrer

### 21. Jahrhundert
- 2002: Dylan Slevin, irischer Dartspieler
- 2003: Remo Imhof, Schweizer Skispringer
- 2003: Michelle Schäfer, deutsche Handballspielerin

## Gestorben

### Vor dem 16. Jahrhundert
- 0496: Gelasius I. Papst
- 0498: Anastasius II., Papst
- 1011: Swidger, Bischof von Münster
- 1034: Dietrich I., Markgraf der Lausitz
- 1190: Balduin von Exeter, Bischof von Worcester und Erzbischof von Canterbury
- 1239: Heinrich von Taufers, Bischof von Brixen
- 1242: Jocelin of Wells, Bischof von Bath und Wells
- 1288: Rudolf I., Markgraf von Baden
- 1299: Mechthild von Hackeborn, deutsche Zisterzienserin und Mystikerin
- 1301: Johann III. Romka, Bischof von Breslau
- 1316: Johann I., Sohn Ludwigs X. von Frankreich
- 1350: Raoul II. de Brienne, Graf von Eu und Guînes sowie Connétable von Frankreich
- 1368: Johann, Graf von Kleve
- 1380: Albert III. von Winkel, Fürstbischof von Passau
- 1381: Thomas von Frignano, franziskanischer Generalminister, Patriarch von Grado und Kardinal
- 1426: Heinrich III. Heppe, Abt des Zisterzienserklosters in Ebrach
- 1449: Kunigunde von Sternberg, Ehefrau des späteren böhmischen Königs Georg von Podiebrad
- 1464: Gregorio Correr, italienischer Humanist und Patriarch von Venedig
- 1470: Frank II. von Borsselen, seeländischer Adliger
- 1481: Anne Mowbray, 8. Countess of Norfolk, englische Adelige
- 1492: Dschāmi, persischer Mystiker und Dichter

### 16. bis 18. Jahrhundert
- 1501: Amalia, Prinzessin von Sachsen und Herzogin von Bayern-Landshut
- 1525: Amé III. de Sarrebruck-Commercy, französischer Adliger und Militär
- 1545: Wandula von Schaumberg, deutsche Adelige, Fürstäbtissin im Kanonissenstift Obermünster in Regensburg
- 1557: Bona Sforza, Königin von Polen und Großfürstin von Litauen
- 1567: Takeda Yoshinobu, japanischer Daimyō der Sengoku-Zeit
- 1569: Sébastien de Luxembourg-Martigues, französischer Adliger und Militär
- 1577: Matsunaga Hisahide, japanischer Daimyo
- 1581: Iwan Iwanowitsch, Zarewitsch von Russland
- 1590: Girolamo Zanchi, italienischer Theologe und Reformator
- 1597: Wilhelm, Graf von Nassau-Weilburg
- 1610: Hieronymus von Clary und Aldringen, kaiserlicher Generalfeldwachtmeister
- 1625: Johann Reinhard I., Graf von Hanau-Lichtenberg
- 1640: Christoph Radziwiłł, Feld- bzw. Großhetman von Litauen und Reichsfürst des Heiligen Römischen Reiches
- 1662: Cornelis van Aerssen van Sommelsdijk, niederländischer Edelmann
- 1665: Nicolas Poussin, französischer Maler
- 1672: John Wilkins, Bischof von Chester
- 1683: August Carpzov, deutscher Staatsmann
- 1692: Georg Friedrich Fürst zu Waldeck, deutscher Generalfeldmarschall und holländischer Generalkapitän
- 1698: Petro Doroschenko, Hetman der rechtsufrigen Ukraine
- 1703: Mann mit der eisernen Maske, Staatsgefangener von Ludwig XIV.
- 1712: Wolfgang Carl Briegel, deutscher Komponist
- 1719: Hans Georg Mozart, deutscher Maurermeister und Werkmeister am Augsburger Domkapitel
- 1723: Antonin Nompar de Caumont, Herzog von Lauzun und französischer Militär
- 1728: Leopold, Fürst von Anhalt-Köthen, Förderer von Johann Sebastian Bach
- 1744: Ambrosius Franz von Virmont, Graf zu Neersen
- 1750: Franz Retz, Ordensgeneral der Jesuiten
- 1753: Christian Friedrich Börner, deutscher lutherischer Theologe
- 1784: Johann Schnegg, österreichischer Bildhauer
- 1795: Thomas Linley senior, englischer Musiker und Bühnenkomponist
- 1796: Friedrich Moritz von Nostitz-Rieneck, österreichischer Feldmarschall und Hofkriegsratspräsident
- 1798: Theobald Wolfe Tone, irischer Rechtsanwalt, Anführer der irischen Unabhängigkeitsbewegung

### 19. Jahrhundert

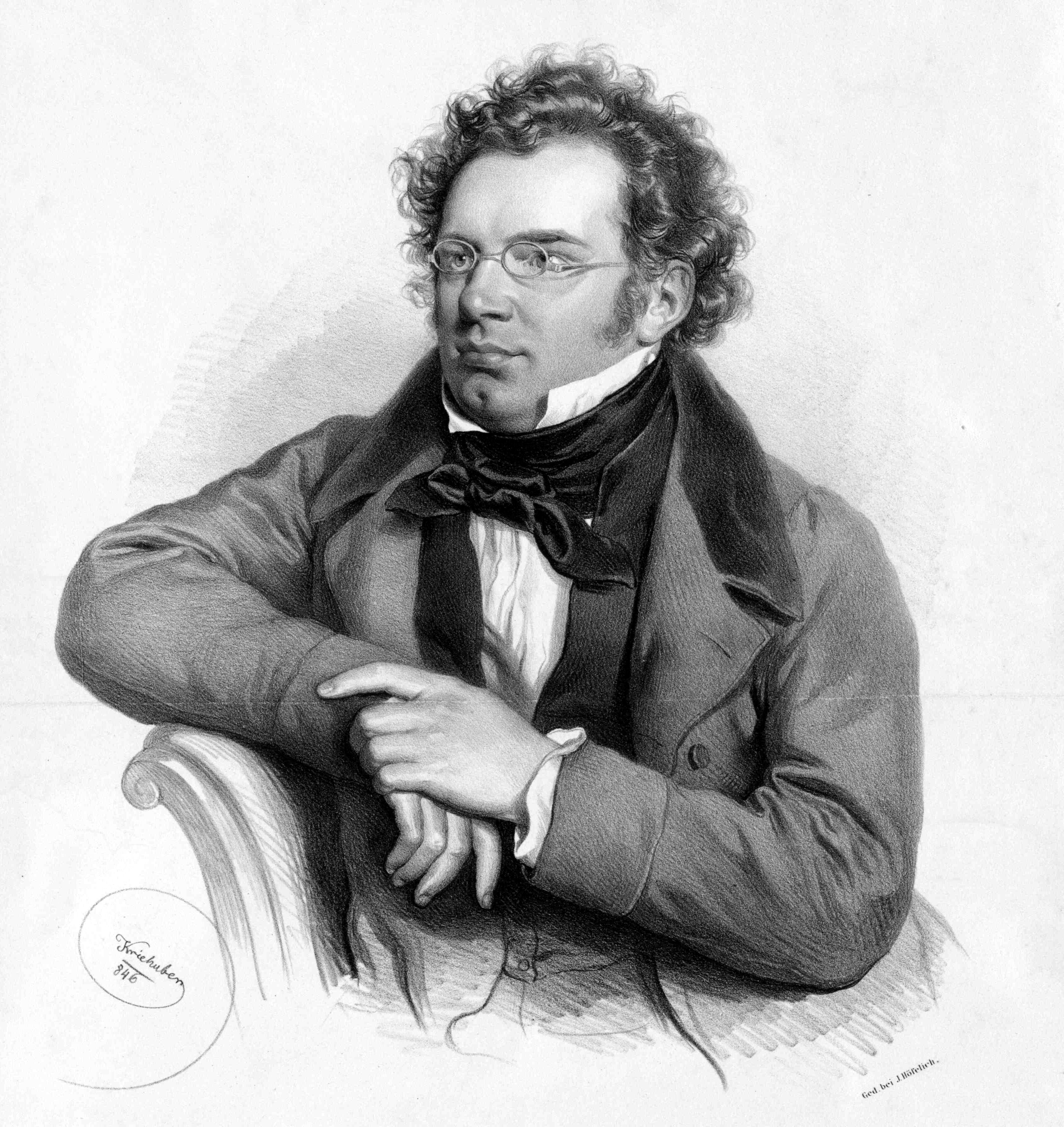
Franz Schubert
(† 1828)

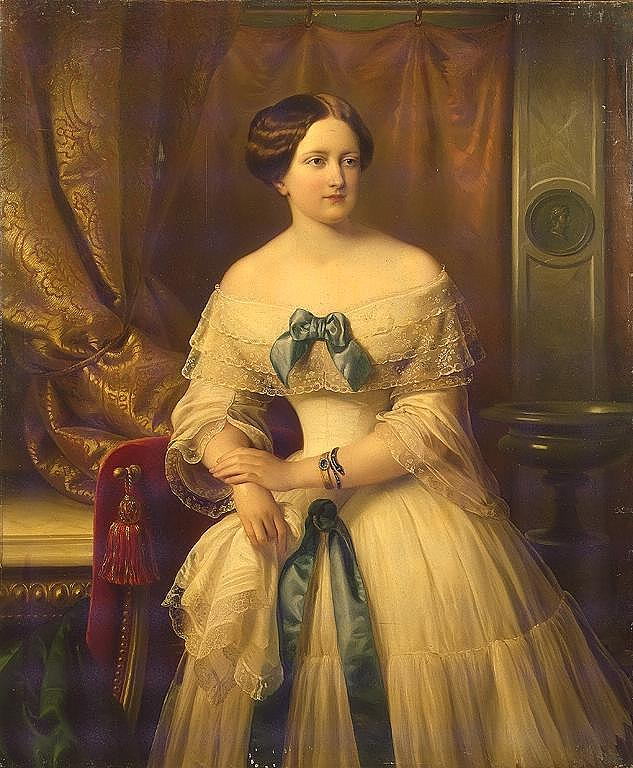
Maria Michailowna
(† 1846)

- 1804: Pietro Alessandro Guglielmi, italienischer Komponist
- 1809: Andreas Bacsinsky, griechisch-katholischer Bischof
- 1811: Moritz Wilhelm von der Asseburg, preußischer Kommunalpolitiker und Geheimer Kriegsrat
- 1822: Heinrich Maria Graf, deutscher Geistlicher und Politiker, MdL
- 1825: Jan Václav Voříšek, böhmischer Komponist
- 1826: Joel Abbot, US-amerikanischer Politiker, Mitglied des Repräsentantenhauses
- 1828: Franz Schubert, österreichischer Komponist, Mitbegründer der romantischen Musik im deutschsprachigen Raum
- 1835: Abraham Mendelssohn Bartholdy, deutscher Bankier und Kulturförderer
- 1846ː Maria Michailowna Romanowa, russische Großfürstin und Mitglied des Hauses Romanow-Holstein-Gottorp
- 1853: Samuel C. Crafts, US-amerikanischer Politiker, Mitglied des Repräsentantenhauses, Gouverneur von Vermont, Senator
- 1855: Ambros Rieder, österreichischer Komponist und Organist
- 1869: Doris Esselbach, deutsche Gastronomin
- 1875: Gustav Adolf Haggenmacher, Schweizer Afrikaforscher
- 1875: Carl Julius Milde, deutscher Maler und Zeichenlehrer am Katharineum

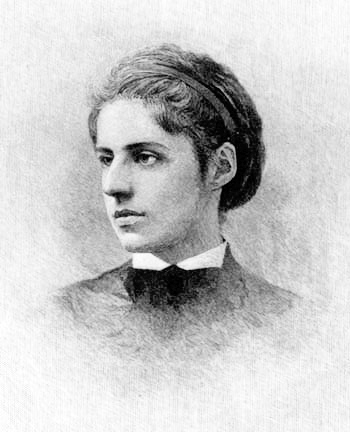
Emma Lazarus († 1887)

- 1880: Bernard ter Haar, niederländischer reformierter Theologe, Kirchenhistoriker und Dichter
- 1883: Arnold Dietrich Schaefer, deutscher Historiker
- 1883: Carl Wilhelm Siemens, deutscher Erfinder und Industrieller
- 1885: William Benjamin Carpenter, englischer Physiologe und Naturforscher
- 1887: Emma Lazarus, US-amerikanische Dichterin
- 1888: Hermann Christian Arndts, preußischer Beamter, Syndikus und Verwalter, MdL
- 1889: Eugène Bersier, französischer Geistlicher
- 1898ː Jelena Dmitrijewna Polenowa, russische Malerin
- 1900: Joseph-Jean-Louis Robert, französischer Geistlicher und römisch-katholischer Bischof von Marseille

### 20. Jahrhundert

#### 1901–1950
- 1903: Wilhelm Hein, österreichischer Orientalist
- 1912: Theodor Frey, Unternehmer und liberaler Politiker
- 1918: Malachia Ormanian, armenischer Geistlicher, Primas in Erzurum, Erzbischof und Patriarch von Konstantinopel
- 1918: Ferdinand Schalch, Schweizer Geologe, Paläontologe, Kartograph, Geheimer Bergrat, Sammler und Mäzen

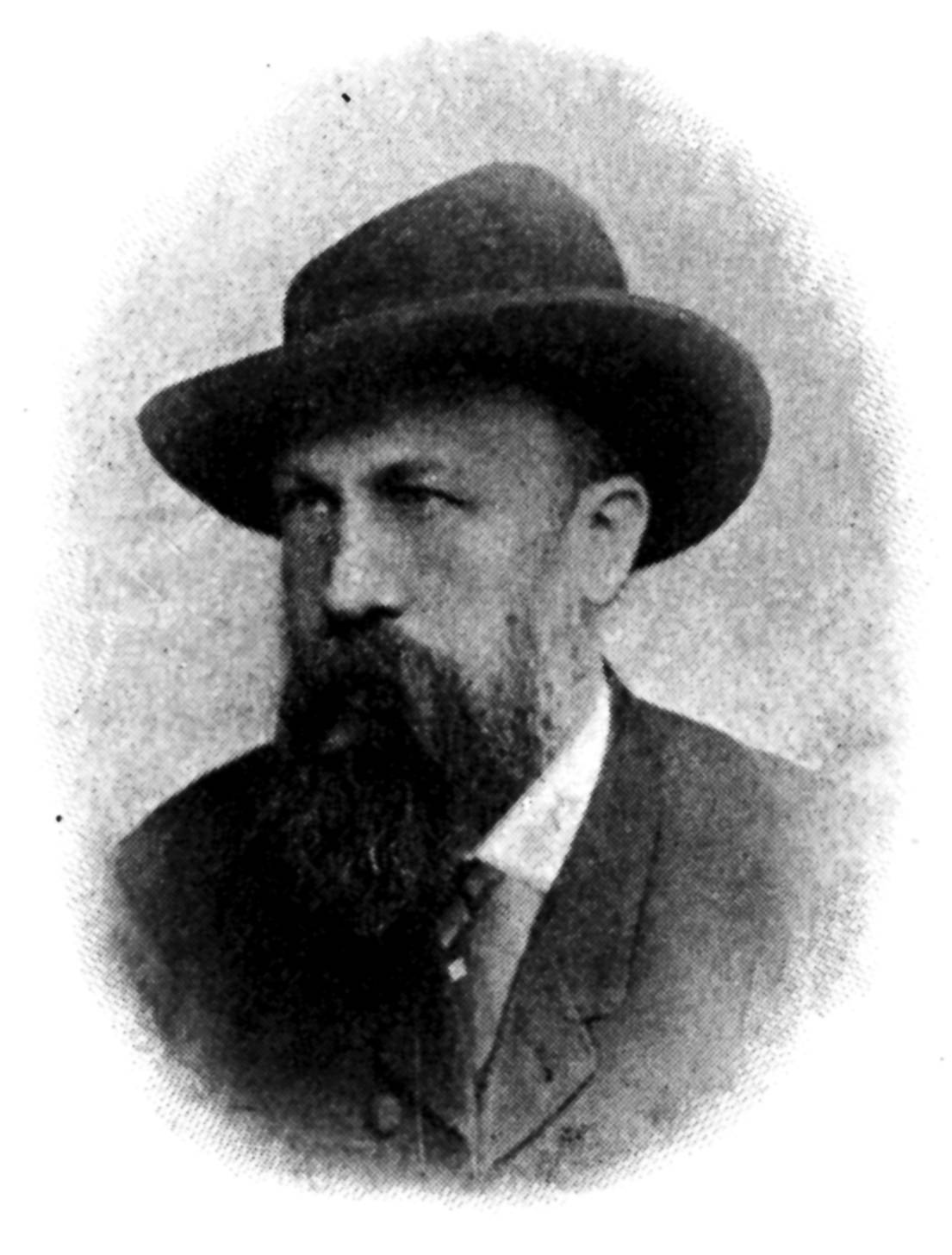
Ludwig Stieda († 1918)

- 1918: Ludwig Stieda, deutsch-baltischer Anatom
- 1919: Adolf Gröber, deutscher Jurist und Politiker, MdR, MdL, Reichsminister
- 1920: Mahlon Morris Garland, US-amerikanischer Politiker
- 1921: Hendrik Wefers Bettink, niederländischer Pharmakologe
- 1921: Julius Walzer, deutscher Rittergutsbesitzer und Mitglied des Reichstags
- 1923: Ludwig Wilser, deutscher Arzt, Schriftsteller und Rassenhistoriker
- 1924: Thomas Harper Ince, US-amerikanischer Filmregisseur und Produzent
- 1928: Franz Stuhlmann, deutscher Zoologe und Afrikaforscher

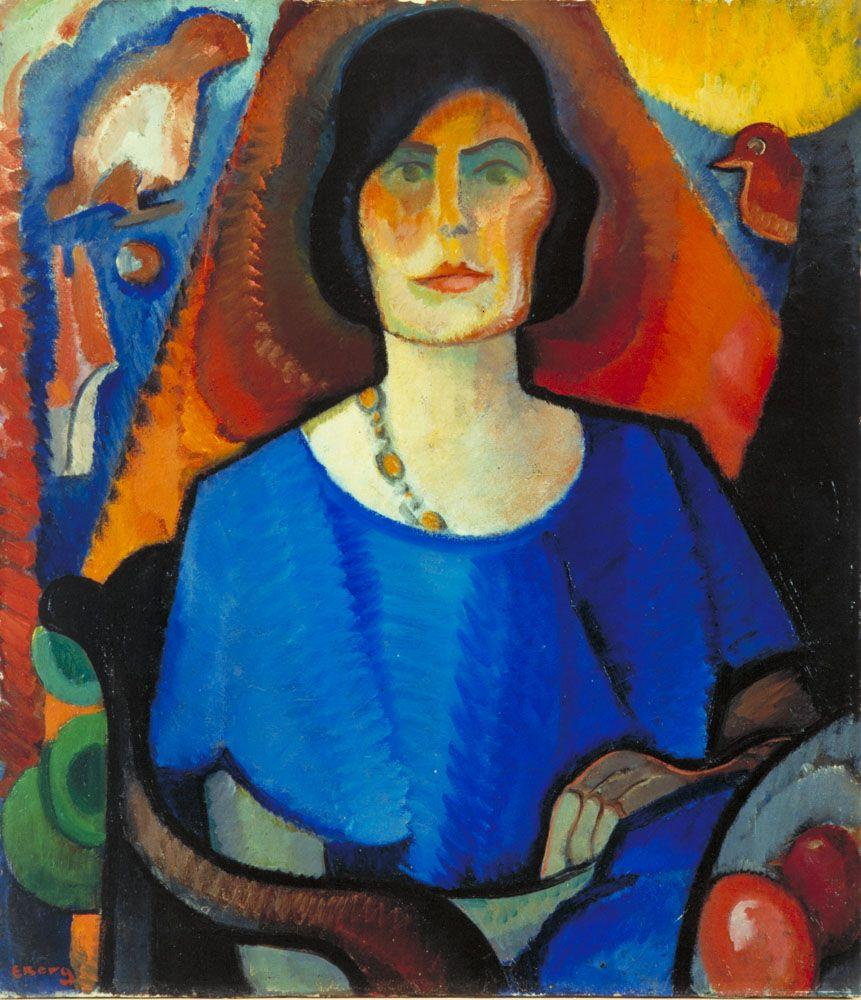
Else Berg († 1942)

- 1931: Frederic Cliffe, britischer Komponist
- 1931: Xu Zhimo, chinesischer Dichter
- 1933ː Louise Jopling, englische Malerin und Suffragette
- 1935: Hermann Dechent, deutscher Theologe und Pfarrer
- 1938: Remigio Renzi, italienischer Organist und Komponist
- 1940: Johannes Sassenbach, deutscher Gewerkschafter, MdL
- 1942ː Else Berg, niederländische Malerin und NS-Opfer
- 1942: Ants Laikmaa, estnischer Maler
- 1942: Bruno Schulz, polnischer Schriftsteller
- 1943: Georg Hermann, deutscher Schriftsteller
- 1943ː Sanne Ledermann, deutsch-jüdisches Mädchen, Freundin von Anne Frank, Opfer des Holocaust
- 1943ː Ilse Ledermann-Citroen, Fotografin, Opfer der Shoah
- 1943ː Carla Simons, niederländische Schriftstellerin, Übersetzerin und Romanistin, Opfer des Holocaust
- 1944: Margit Frankau, österreichische Diakonisse und Opfer des Holocaust
- 1945: Helen Hopekirk, US-amerikanische Pianistin, Komponistin und Musikpädagogin schottischer Herkunft
- 1948: Adam Ankenbrand, deutscher SS-Angehöriger
- 1948: Mannes Francken, niederländischer Fußballspieler
- 1949: James Ensor, belgischer Maler

#### 1951–1975

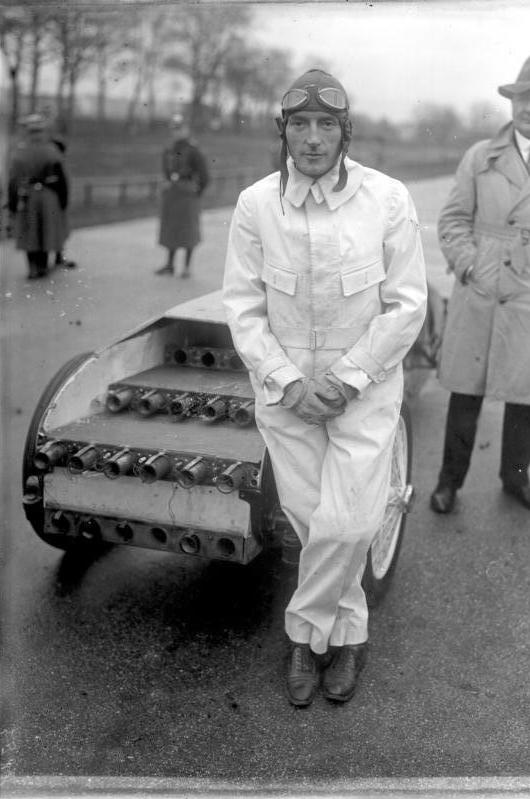
Kurt C. Volkhart († 1959)

- 1951: Leopold Andrian, österreichischer Dichter, Schriftsteller und Diplomat
- 1951: Karl Attenberger, deutscher Kameramann
- 1951: František Čech, tschechischer Puppenspieler und Puppenspielautor
- 1954: Otto Anthes, deutscher Pädagoge und Schriftsteller
- 1955: Josef Herrmann, deutscher Kammersänger
- 1957: Franz Frimmel, österreichisch-tschechischer Botaniker
- 1958: Vittorio Ambrosio, italienischer General
- 1958: Hans Heinrich von Twardowski, deutscher Schauspieler
- 1959: Kurt C. Volkhart, Ingenieur, Konstrukteur und Rennfahrer, erster Raketenfahrer der Welt, Pionier der Raumfahrt
- 1960: Yoshii Isamu, japanischer Schriftsteller
- 1962: Grigol Robakidse, georgischer Schriftsteller

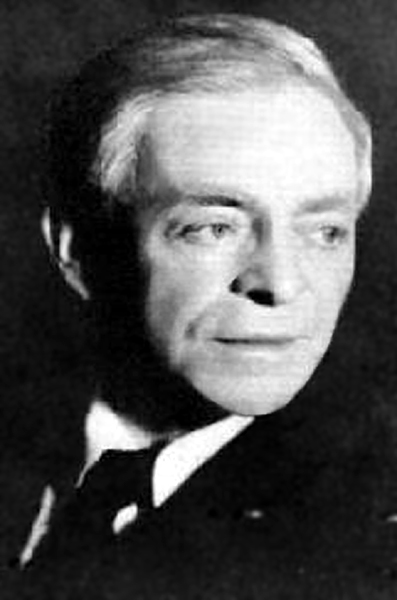
Casimir Funk († 1967)

- 1963: Carmen Amaya, spanische Flamenco-Tänzerin, -Sängerin und Schauspielerin
- 1964: Leonhard Bauer, deutscher Missionslehrer, Pionier der arabischen Dialektologie
- 1965: Hermann Aichinger, österreichischer Architekt
- 1966: Hens Dekkers, niederländischer Boxer
- 1967: Casimir Funk, polnischer Biochemiker
- 1970: Andrei Jerjomenko, sowjetischer Marschall und Militärtheoretiker
- 1970: Abdelaziz Ben Tifour, französisch-algerischer Fußballspieler
- 1975: Roger Branigin, US-amerikanischer Politiker, Gouverneur von Indiana

#### 1976–2000
- 1976: Wayne Millner, US-amerikanischer American-Football-Spieler und -Trainer
- 1977: Chester Arnold, US-amerikanischer Paläobotaniker und Botaniker
- 1980: Abu’l-Qasim Faizi, iranischer Bahai
- 1982ː Helena Syrkusowa, polnische Architektin, Stadtplanerin und Hochschullehrerin
- 1984: George Aiken, US-amerikanischer Politiker, Gouverneur von Vermont, Senator
- 1985: Juan Arvizu, mexikanischer Sänger
- 1985: Uwe Dallmeier, deutscher Schauspieler
- 1986: Negrito Chapuseaux, dominikanischer Sänger und Komponist
- 1988: Christina Onassis, griechische Reederin
- 1991: Reggie Nalder, österreichischer Schauspieler
- 1992: Diane Varsi, US-amerikanische Schauspielerin
- 1993: Kenneth Burke, US-amerikanischer Literaturtheoretiker
- 1993: Paul Grimm, deutscher Prähistoriker
- 1994: Dedrick Gobert, US-amerikanischer Schauspieler
- 1997ː Gerda Stocker-Meyer, Schweizer Journalistin und Frauenrechtlerin
- 1998: Earl Kim, US-amerikanischer Komponist und Musikpädagoge
- 1998: Alan J. Pakula, US-amerikanischer Regisseur und Produzent
- 1999: Yvette Cauchois, französische Physikerin
- 1999: Smokey Joe Baugh, US-amerikanischer Pianist und Country-Musiker
- 1999: Max Worthley, australischer Sänger (Tenor) und Gesangspädagoge
- 2000: George Cosmas Adyebo, ugandischer Politiker, Premierminister
- 2000: Ruth Mönch, deutsche Schauspielerin, Sängerin und Moderatorin

### 21. Jahrhundert

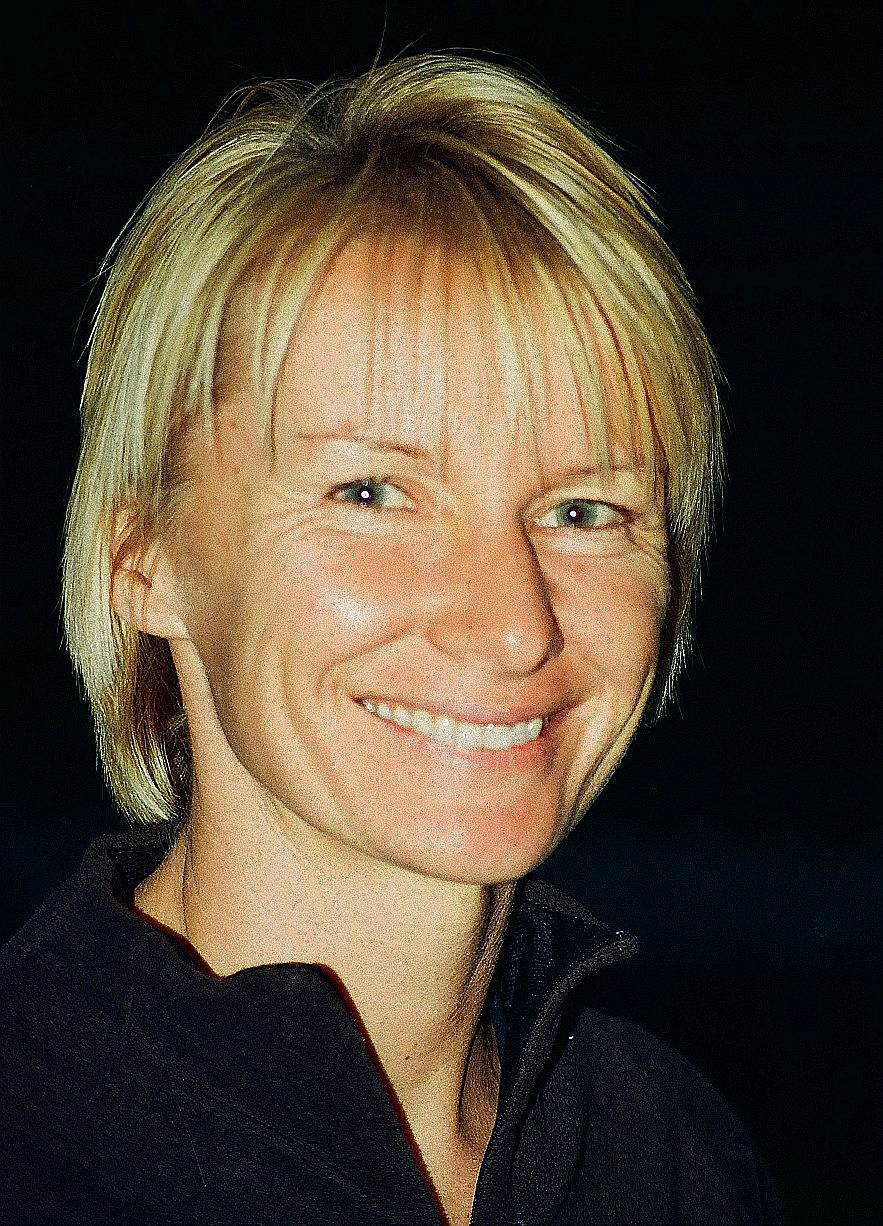
Jana Novotna († 2017)

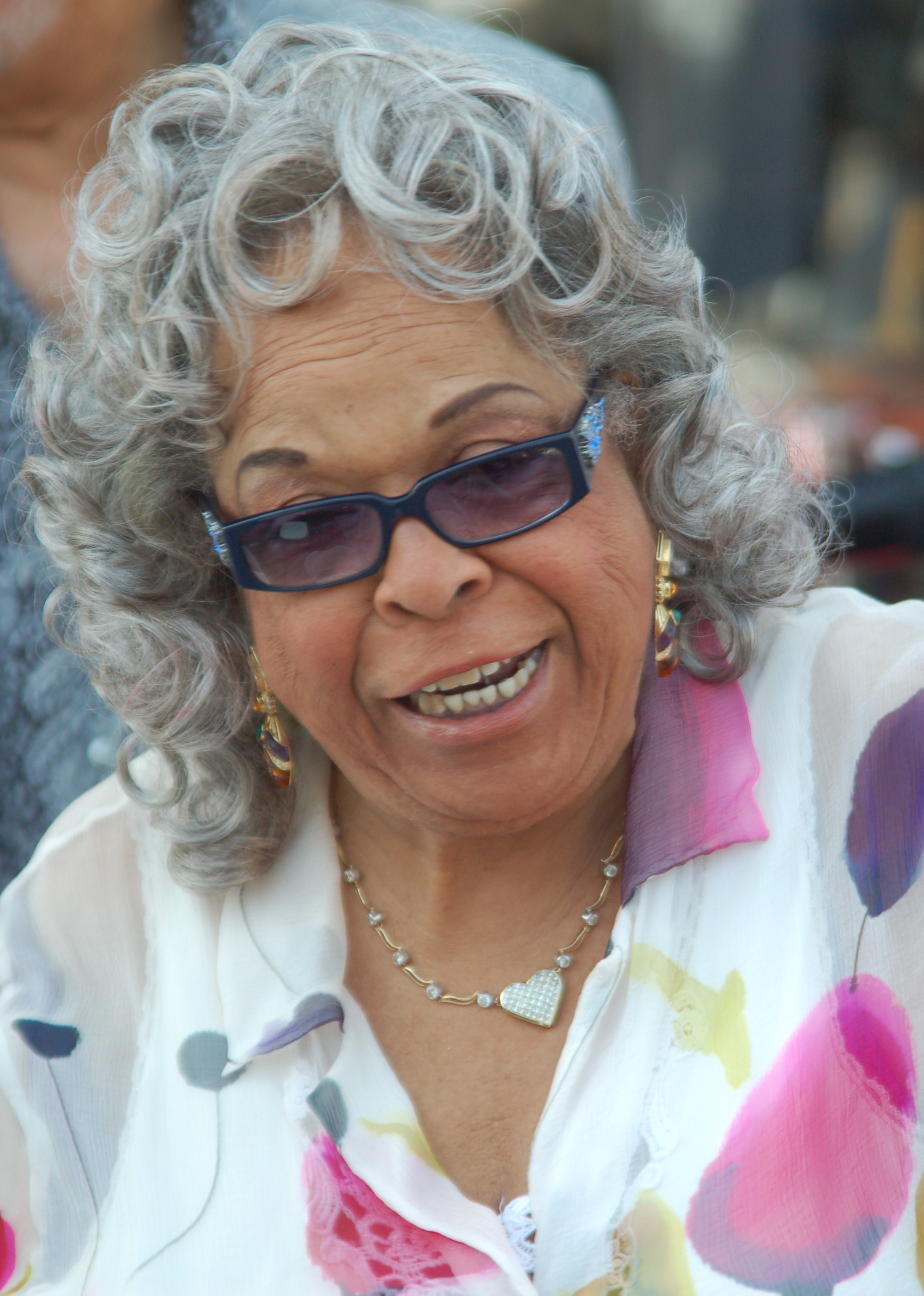
Della Reese († 2017)

Rosalynn Carter († 2023)

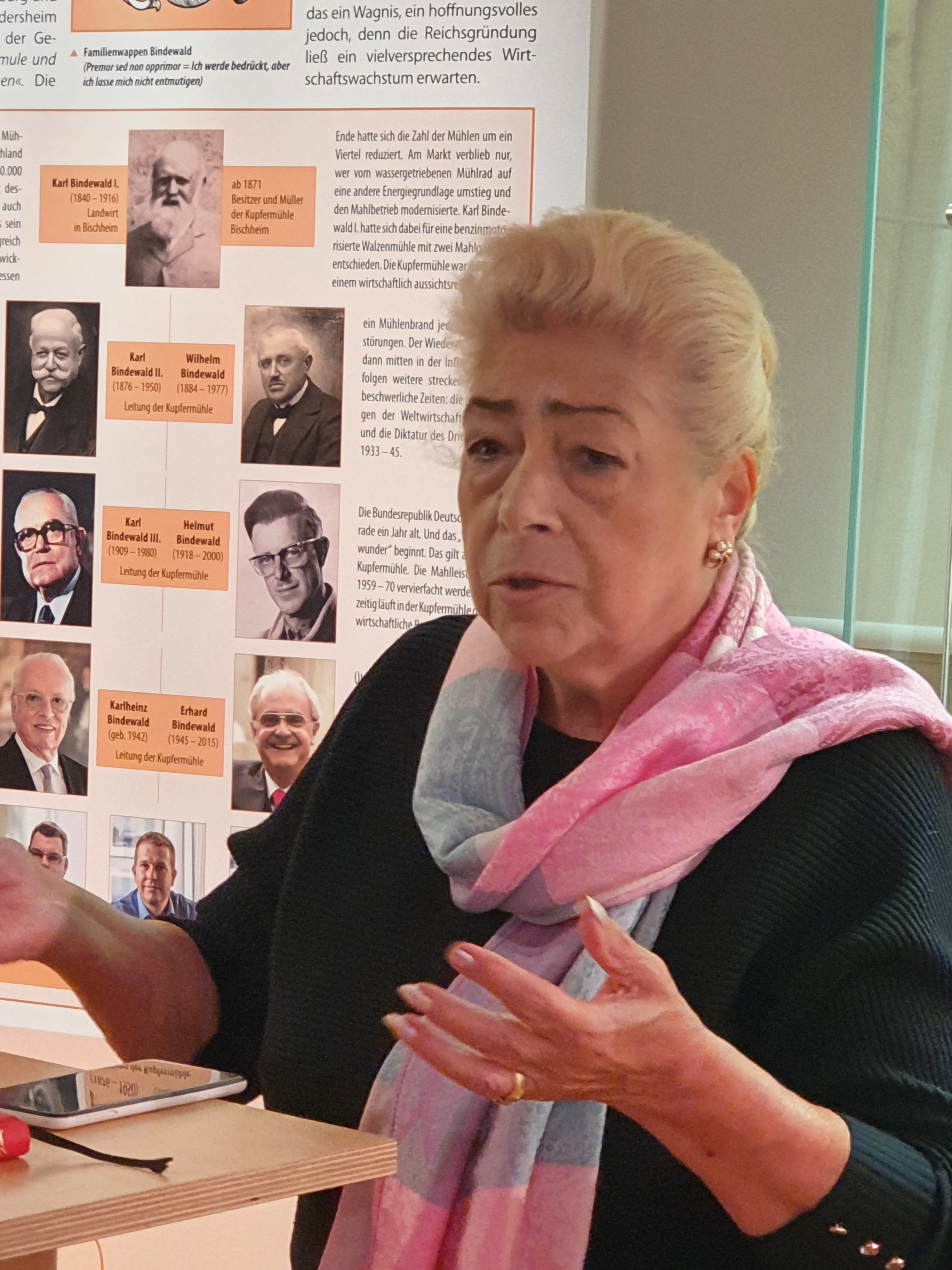
Ilona Lagrene († 2023)

- 2001: Lucien Vincent, französischer Autorennfahrer
- 2002: Otto Maychrzak, deutscher Handballspieler
- 2003: Christfried Berger, deutscher Theologe
- 2003: Greg Ridley, britischer Rockmusiker
- 2004: Helmut Griem, deutscher Schauspieler
- 2004: Terry Melcher, US-amerikanischer Musikproduzent
- 2004: Jan Pixa, tschechischer Dramatiker und Fernsehmoderator
- 2004: Helga Schiff-Riemann, österreichische Komponistin, Musikpädagogin, Musiktherapeutin und Journalistin
- 2004: John Robert Vane, britischer Pharmakologe
- 2005: Artine Artinian, US-amerikanischer Romanist und Philanthrop
- 2005: Alfons Auer, deutscher Moraltheologe
- 2005: Erik Balling, dänischer Drehbuchautor und Regisseur
- 2005: Bruno Bonhuil, französischer Motorradrennfahrer
- 2006: Horst Michael Neutze, deutscher Schauspieler
- 2007: Ernst Aly, deutscher Kaufmann und Funktionär der Hitler-Jugend
- 2007: Jasep Saschytsch, belarussischer Offizier und Politiker, Präsident der Exilregierung der Belarussischen Volksrepublik
- 2008: John Michael Hayes, US-amerikanischer Drehbuchautor
- 2011: Karl Aage Præst, dänischer Fußballspieler
- 2012: Pete LaRoca, US-amerikanischer Jazzschlagzeuger und Anwalt
- 2012: Boris Strugazki, russischer Schriftsteller
- 2013: Tibor Kovács, ungarischer Archäologe
- 2013: Frederick Sanger, britischer Biochemiker, Nobelpreisträger
- 2014: Mike Nichols, US-amerikanischer Regisseur, Drehbuchautor, Produzent und Schauspieler
- 2015: Mal Whitfield, US-amerikanischer Leichtathlet, Olympiasieger
- 2016: Esther Bauer, Zeitzeugin
- 2017: Andrea Cordero Lanza di Montezemolo, italienischer Kardinal und vatikanischer Diplomat
- 2017: Charles Manson, US-amerikanischer Krimineller
- 2017: Jana Novotná, tschechische Tennisspielerin
- 2017: Della Reese, US-amerikanische Jazz- und Blues-Sängerin und Filmschauspielerin
- 2019: D. M. Jayaratne, sri-lankischer Politiker, Premierminister
- 2019: Fritz von Weizsäcker, deutscher Mediziner
- 2020: Helen Grandon, walisische Hockeytorhüterin
- 2020: Harald Ringstorff, deutscher Politiker, Ministerpräsident von Mecklenburg-Vorpommern
- 2022: Greg Bear, US-amerikanischer Schriftsteller
- 2022: Herrad Frey, französische Bogenschützin
- 2022: Luitgard Camerer, deutsche Bibliothekarin und ehemaliger Direktorin der Stadtbibliothek Braunschweig
- 2022: Jeanne Lamouche, französische Leichtathletin
- 2022ː Gwendolyn Leick, britische Archäologin und Assyrologin
- 2022: Fausto Razzi, italienischer Komponist
- 2023ː Natalia Bolívar, kubanische Schriftstellerin und Ethnologin
- 2023: Rosalynn Carter, US-amerikanische Schriftstellerin und Aktivistin, als Ehefrau von Jimmy Carter First Lady der Vereinigten Staaten
- 2023ː Ilona Lagrene, deutsche Bürgerrechtsaktivistin, Frauenrechtlerin und Autorin
- 2023ː Colette Maze, französische Pianistin (1914–2023)
- 2024ː Odile Bailleux, französische Cembalistin und Organistin

## Feier- und Gedenktage
- Kirchliche Gedenktage
  - Hl. Elisabeth von Thüringen, ungarisch-deutsche Adelige (evangelisch, anglikanisch, katholisch)

- Namenstage
  - Elisabeth, Mechthild

- Staatliche Feier- und Gedenktage
  - Monaco, Nationalfeiertag

- Weitere Informationen zum Tag
  - Welttoilettentag (WTO) (seit 2001)
  - Internationaler Männertag (seit 1999)

Weitere Einträge enthält die Liste von Gedenk- und Aktionstagen.